# Bakou
Pour les articles homonymes, voir Bakou (homonymie).
Pour l’article ayant un titre homophone, voir Bacou.
Bakou (en azéri : Bakı, prononcé : /bɑˈcɯ/) est la capitale et la plus grande ville de l'Azerbaïdjan. Elle se trouve dans l'est du pays, sur la rive sud de la péninsule d'Abşeron, au bord de la mer Caspienne. Il s'agit de la capitale ayant la plus faible altitude du monde (−28 m). Son histoire débute au Ier millénaire avant Jésus-Christ, mais les traces écrites les plus anciennes ne datent que du Ve siècle.
En 2011, sa population est évaluée à 2 045 815 habitants et 3 millions de personnes environ vivent dans l'agglomération.
En 2020, sa population est évaluée à 2 293 700 habitants.

## Étymologie
Le nom de Bakou viendrait du persan بادکوبه (bâdkoubé), qui peut être traduit par « coup de vent » ou « battu par les vents »,. Une première variante serait que le nom dérive de بادکوه (bâdkouh), signifiant « la montagne du vent », tandis qu'une seconde variante évoque la racine bâdkiu, « ville des vents ». Selon une autre interprétation, le nom de la ville signifierait « le jardin des dieux ».[réf. nécessaire]
L'ancien nom de la ville était en persan : Baraca/ باراکا.

## Géographie

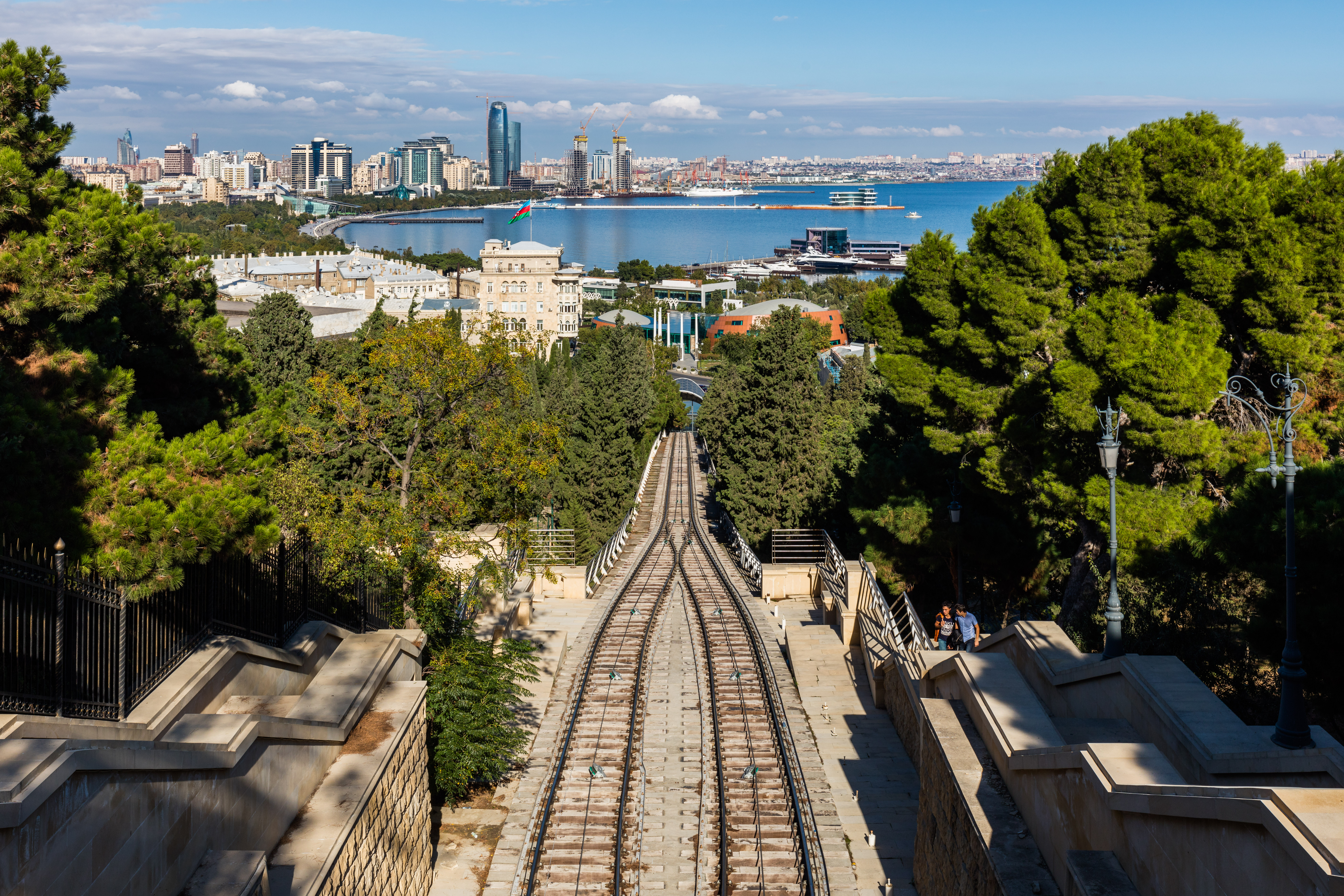
Vue générale de Bakou en 2016.

### Situation
Bakou se trouve dans l'est de l'Azerbaïdjan, sur la rive sud de la péninsule d'Abşeron, au bord de la mer Caspienne. Située à 28 mètres en dessous du niveau de la mer, elle est la capitale ayant la plus faible altitude du monde.
La baie de Bakou, protégée par l'archipel de Bakou et par la péninsule d'Abşeron, constitue le grand port le mieux abrité de Caspienne.

### Climat
À l'époque soviétique, Bakou était l'un des lieux de séjour favoris des Russes qui venaient y profiter de ses plages au bord de la mer Caspienne et de la douceur de son climat. Bakou jouit en effet d'un climat tempéré et semi-aride de type BSk selon la classification de Köppen. Les hivers sont froids sans être glacés tandis que les étés sont chauds sans être torrides. Il neige presque chaque hiver et les chutes de neige abondantes sont assez fréquentes mais habituellement courtes. Après chaque chute de neige, la neige ne reste que quelques jours. La température descend souvent en dessous de 0 °C pendant la nuit, mais rarement pendant la journée.
Le secteur sud-ouest du Grand Bakou est la région la plus aride de tout l'Azerbaïdjan avec des précipitations annuelles inférieures à 200 mm.
| Mois                                | jan. | fév. | mars | avril | mai  | juin | jui. | août | sep. | oct. | nov. | déc. | année |
| ----------------------------------- | ---- | ---- | ---- | ----- | ---- | ---- | ---- | ---- | ---- | ---- | ---- | ---- | ----- |
| Température minimale moyenne (°C)   | 2,1  | 2    | 4,2  | 9,4   | 14,9 | 19,7 | 22,2 | 22,9 | 19,4 | 13,6 | 8,8  | 4,8  | 12    |
| Température moyenne (°C)            | 4,2  | 4    | 6,3  | 12,3  | 18   | 22,8 | 26,4 | 25,6 | 21,8 | 16   | 10,8 | 6,6  | 14,6  |
| Température maximale moyenne (°C)   | 6,6  | 6,3  | 9,8  | 16,4  | 22,1 | 27,3 | 30,6 | 29,7 | 25,6 | 19,6 | 13,5 | 9,7  | 18,1  |
| Précipitations (mm)                 | 21   | 20   | 21   | 18    | 18   | 8    | 2    | 6    | 15   | 25   | 30   | 26   | 192   |
| Nombre de jours avec précipitations | 6    | 6    | 5    | 4     | 3    | 2    | 1    | 2    | 2    | 6    | 6    | 6    | 49    |

### Les régions de Bakou
Bakou a 12 régions administratives :
- Binagadi
- Garadag
- Narimanov
- Nasimi
- Nizami
- Sabail
- Sabounchi
- Sourakhani
- Khazar
- Khatai
- Yasamal
- Pirallahi

## Histoire

### Antiquité
Il est probable qu’au début de notre ère, l'actuelle péninsule d'Abşeron était submergée, le niveau de la mer Caspienne étant beaucoup plus élevé. La vallée inférieure de la Koura était également sous l'eau, comme l'indiquent les cartes antiques. Les premières traces d'occupation humaine remontent toutefois à plusieurs siècles av. J.-C..
L’apparition d'une ville dans la péninsule d’Abşeron s'explique par les facteurs physiques et géographiques, par sa situation au croisement de voies migratoires et commerciales nord-sud et ouest-est dont la route de la soie. Interviennent aussi les conditions climatiques et la richesse en ressources énergétiques et en combustible, lequel affleurait à la surface du sol et était appelé « naphte ».

### Moyen Âge
Dans la seconde moitié du IXe siècle, Bakou est intégrée à l’État des Chirvanchahs et devient l’une des villes principales du Chirvan. Sa population exerce différents métiers, dans le commerce, la pêche, l'agriculture, l'extraction du pétrole. En 1191, le chirvanchah Akhsitan Ier ibn Manuchihr, transfère la capitale de l’État de Shamakha à Bakou. Au XIIe siècle Bakou est entourée d'un double mur et de fossés. La Tour de la Vierge fait aussi partie du système défensif de la cité.
La ville connaît un déclin rapide au XIIIe siècle lors de l’invasion des Mongols. Mais au siècle suivant, la vie économique de Bakou renaît. La mer Caspienne est même mentionnée dans certaines sources comme « mer de Bakou ». À partir de Bakou, on expédie diverses marchandises vers la Horde d'or, les principautés russes, l'Iran et l'Asie centrale. À Bakou demeurent des monuments dont les styles témoignent des liens commerciaux avec les régions lointaines comme les caravansérails de « Boukhara » (XIVe siècle) et du « Multan ». Durant le règne du chirvanchah Nusrat ed-din Khalil Ier ibn Ibrahim (1417-1462) d'importants travaux de construction sont effectués, par exemple l'ensemble architectural du palais des Chirvanchahs, édifié à cette époque.

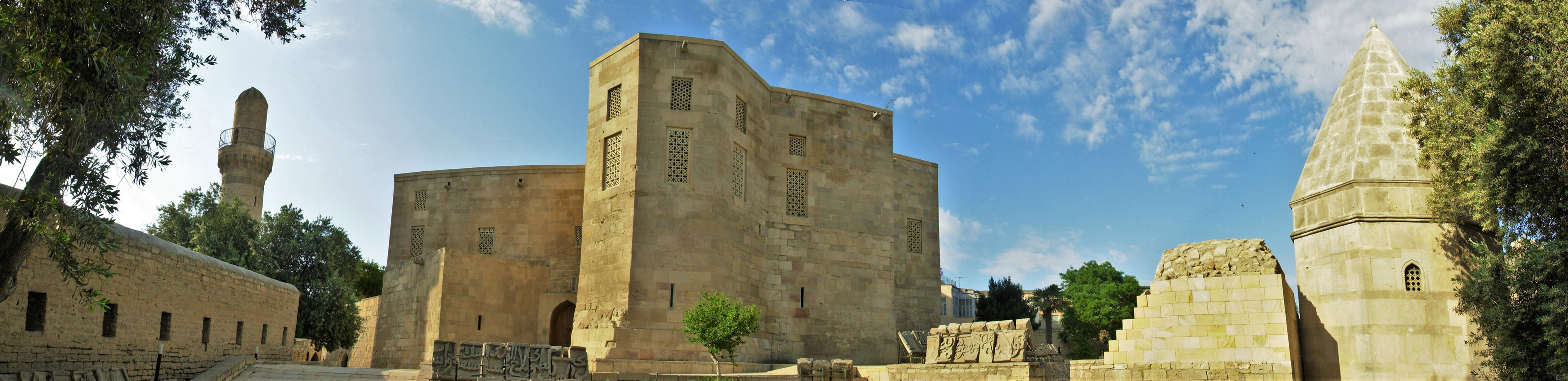
Palais des Chirvanchahs, XVe siècle.

### Époque moderne
En 1501, Shah Ismaïl prend la ville et Bakou devient une partie de l’État séfévide. En 1578, l’armée ottomane envahit Bakou. En 1607, la ville passe de nouveau sous l’autorité des Séfévides. Le renforcement du pouvoir central au XVIIe siècle donne une impulsion au développement de la ville. Pendant le règne des Séfévides, à Bakou, on émet des monnaies de cuivre. La plus grande partie de Bakou et la péninsule d'Abşeron produisent des tapisseries.
Bakou, comme centre de commerce, attire l’attention de la Russie. Pierre le Grand envoie une expédition au Caucase du Sud. Le 26 juillet 1723, les troupes russes occupent Bakou, avant de s'en retirer à la suite de la conclusion avec l’Iran du traité de Gandja en 1735.
Le khanat de Bakou est institué au milieu du XVIIIe siècle. Bakou est de nouveau prise par les Russes en 1796, mais un an après, Paul Ier retire son armée.

### Époque contemporaine

#### Période russe
Le 14 mai 1805, le Khan de Bakou, Husayn Quouli, reconnaît l’autorité russe. Cependant, quand en 1806 l’armée russe, avec à sa tête Paul Tsitsianov, s’approche de Bakou, Tsitsianov est tué sur l’ordre du gouverneur. L’armée russe entreprend des représailles. À la fin de la même année, elle envahit Bakou ; Husayn Quouli s’enfuit en Perse.

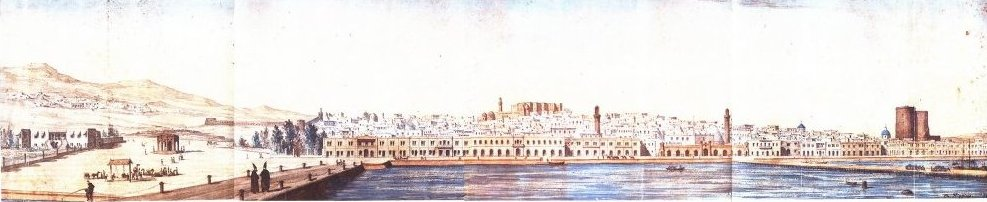
Le dessin daté de 1865 représente le panorama de Bakou.

Sous le pouvoir de l’Empire russe, Bakou devient l’un des centres industriels et culturels du Caucase.
L’extraction industrielle du pétrole contribue au développement de la ville. En 1847, sur le gisement de Bibi Eybat, pour la première fois au monde, un puits de pétrole est creusé par voie mécanique.
En 1859, Vassili Kokorev construit la première usine de kérosène de Russie à Surakhani, près de Bakou. L’afflux de capitaux à Bakou commence. S'y ouvrent les bureaux des Rothschild, des frères Nobel et d’autres. Outre l’industrie pétrolière, se développe la production de tissages, s’ouvrent des usines mécaniques, de tabac, des moulins, des entreprises de traitement… La Douma urbaine de Bakou est créée en 1878. Le 8 mai 1883, le chemin de fer transcaucasien est ouvert entre Bakou et Tbilissi. En 1899, s'ouvre la ligne de tramway hippomobile (konka) et une flotte à vapeur s'installe dans le port de Bakou. L'oléoduc de Bakou à Batoumi, dont la construction a été retardée par la révolution russe de 1905 et les affrontements interethniques qui l'accompagnent, est mis en service en 1907.
Beaucoup de migrants arrivent à Bakou, en provenance de Russie ou de Perse et de nationalités extrêmement diverses: Russes, Juifs, Allemands, Arméniens, Azerbaïdjanais. La vie culturelle prospère avec le boom pétrolier, un opéra est construit ainsi que des théâtres. Bakou devient célèbre en tant que « Paris du Caucase ». L’imprimerie illégale Nina, qui alimente tout le territoire de l’Empire russe en littérature socio-démocrate, fonctionne de 1901 à 1906 à Bakou,.
Le chercheur Tom Reiss remarque que Bakou est l’unique place de l’Empire russe où les juifs se sentent en sécurité.

« Les juifs jouaient un grand rôle dans le mélange cosmopolite de Bakou comme c’était le cas dans d’autres coins du monde. Dans les temps soviétiques, les juifs éprouvaient de nombreux problèmes. Mais Bakou était la ville la moins antisémite de l’Empire russe et la moins antisémite de l’URSS… Bakou était une ville très russe, mais, notamment ici, l’élément russe a supprimé l’un de ses traits —l’antisémitisme, principalement en raison du bilan ethnique et religieux unique qui s’y était formé. Bakou était un endroit où les musulmans devenaient des intégrationnistes extrêmement modernes et tournés vers l’avenir. »

— Tom Reiss, The Orientalist
Le 3 mars 1918, à Brest-Litovsk, les représentants de la Russie soviétique, d’une part et les pays de la Quatrième union (Allemagne, Autriche-Hongrie, Turquie, Bulgarie) d’autre part, signent le Traité de paix de Brest-Litovsk. À cette époque, le pouvoir local est aux mains des soviets de Bakou avec à sa tête Chaoumian, qui est président et commissaire extraordinaire pour les affaires du Caucase. Le 31 juillet, le pouvoir à Bakou est transféré à la dictature temporaire de Centrocaspie. Entre juin et septembre 1918, la bataille de Bakou oppose l'Armée islamique du Caucase, constituée par les Ottomans et alliée aux nationalistes azerbaïdjanais, aux forces britanniques, arméniennes et soviétiques. Le 15 septembre, après des combats acharnés, Bakou est libérée par les détachements de l’Armée islamique. Le 17 septembre, le gouvernement de la République démocratique azerbaïdjanaise déménage de Gandja à Bakou. Le 31 octobre, l’Empire ottoman capitule et, peu après, l’armée anglaise arrive à Bakou sous le commandement du général Tompson.
Du 1er au 8 septembre 1920, le Komintern organise à Bakou le Premier congrès des peuples d'Orient soutenant l'émancipation des peuples colonisés.

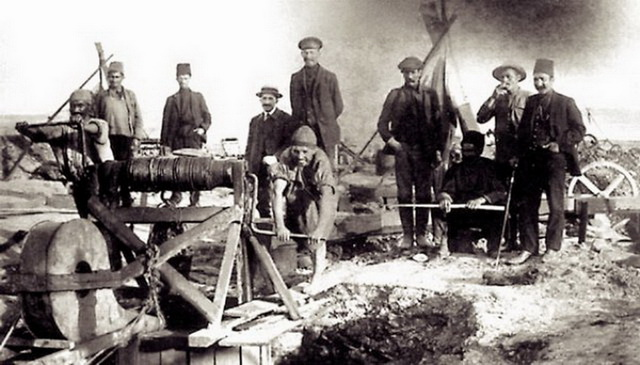
L'extraction du pétrole sur le gisement de Bibi-Eybat au XIXe siècle.
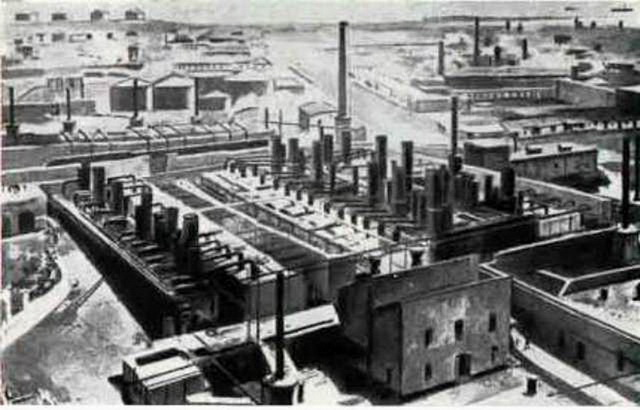
La raffinerie de la famille Nobel à Bakou, fin des années 1880.
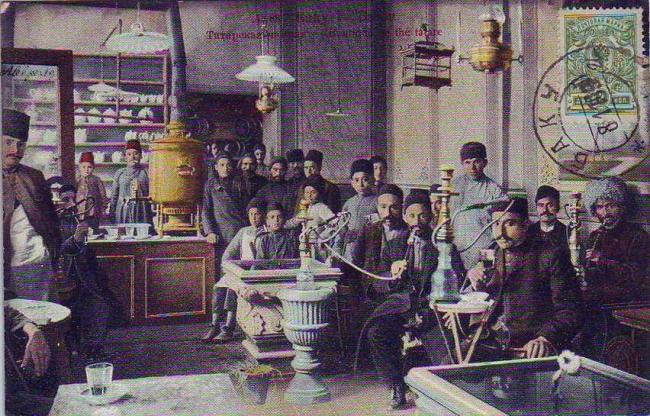
Carte postale « Salon de thé à Bakou », 1888.
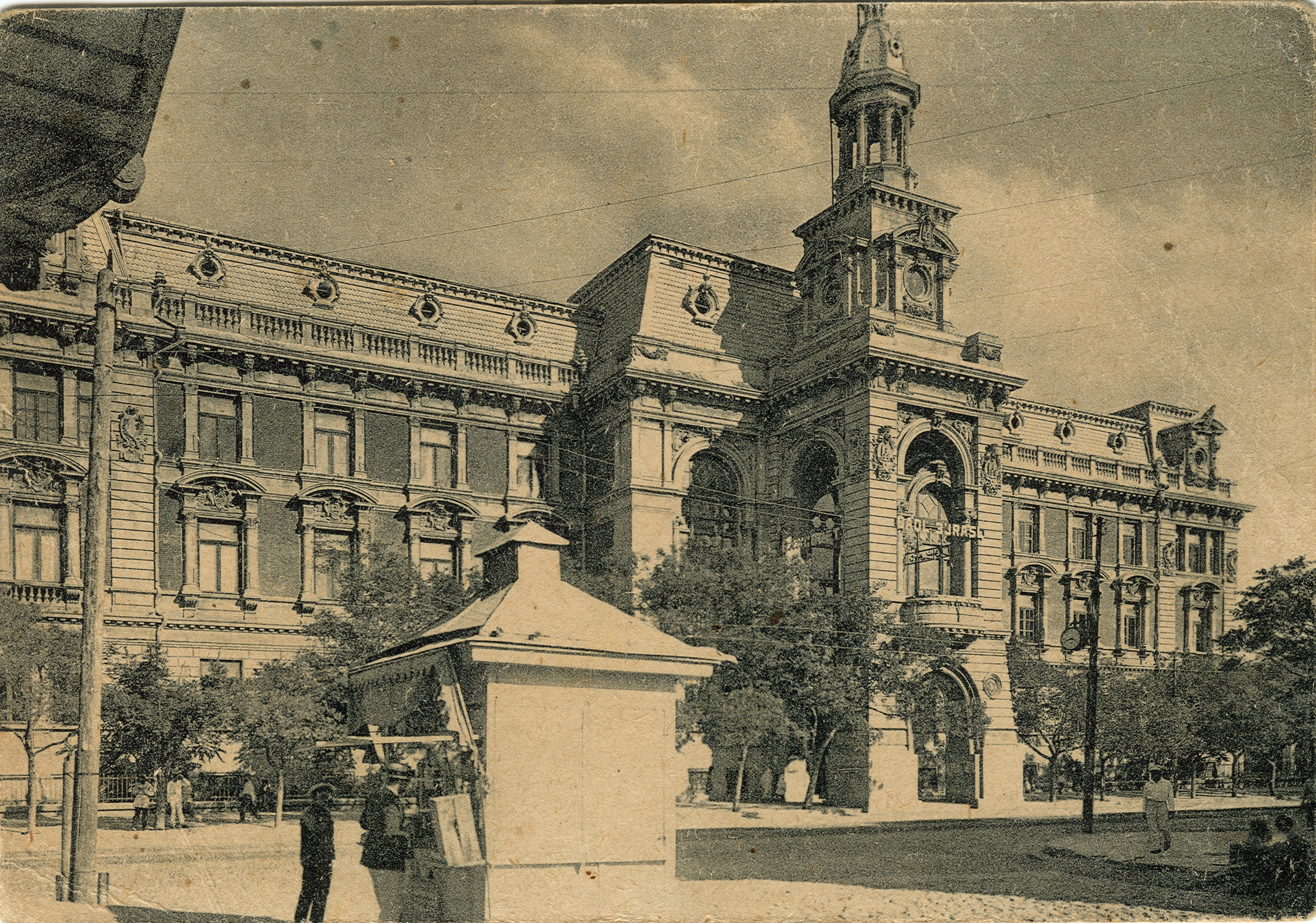
Douma urbaine de Bakou (actuellement mairie de Bakou)

#### Période soviétique
À la mi-avril 1920, les détachements de la 11e armée rouge ouvrière et paysanne, ayant battu les restes de l’armée de Dénikine, arrivent à la frontière nord de l’Azerbaïdjan. Le 27 avril, l’armée rouge traverse la frontière azerbaïdjanaise et, le 28 avril, elle prend Bakou. La république démocratique d’Azerbaïdjan, instaurée en 1918, tombe. Le pouvoir soviétique est instauré en Azerbaïdjan.
Pendant cette période soviétique, Bakou devient capitale de la république socialiste soviétique d'Azerbaïdjan et se transforme en un des grands centres administratifs, industriels, scientifiques et culturels de l’Union soviétique. Pendant la Grande guerre patriotique de 1941-1945, Bakou est le principal centre stratégique d’approvisionnement en combustible de l’aviation et des blindés, ce qui est un des facteurs importants de la victoire de l’URSS. En même temps, l’Allemagne a pour but de s’emparer du pétrole de Bakou, mais en raison de la défaite de la Wehrmacht dans le combat pour le Caucase, Bakou n’est pas envahie. Au cours des années d’après-guerre, Bakou reste toujours une région pétrolifère importante de l'Union soviétique,,.
Avant que l'Azerbaïdjan ne proclame son indépendance vis-à-vis de l'URSS le 30 août 1991, des pogroms anti-arméniens ont lieu du 13 au 19 janvier 1990 dans la capitale faisant environ 90 morts, des centaines de blessés et des milliers de réfugiés arméniens selon les autorités soviétiques. Moscou envoie une colonne blindée à Bakou afin de reprendre les choses en main. Les combats du 20 janvier 1990 font 170 morts du côté azéri.Sur les hauteurs de la ville, un mausolée qui abrite les 200 tombes ainsi qu'une « flamme du souvenir » rappelle cet épisode. Ce dernier précipite l'Azerbaïdjan et l'Arménie dans la guerre du Haut-Karabagh qui fait près de 30 000 morts des deux côtés.

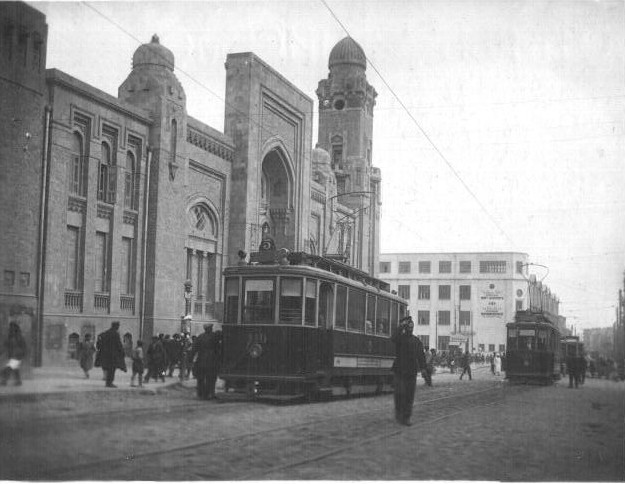
Fin des années 1920, un tramway à proximité de la station du chemin de fer
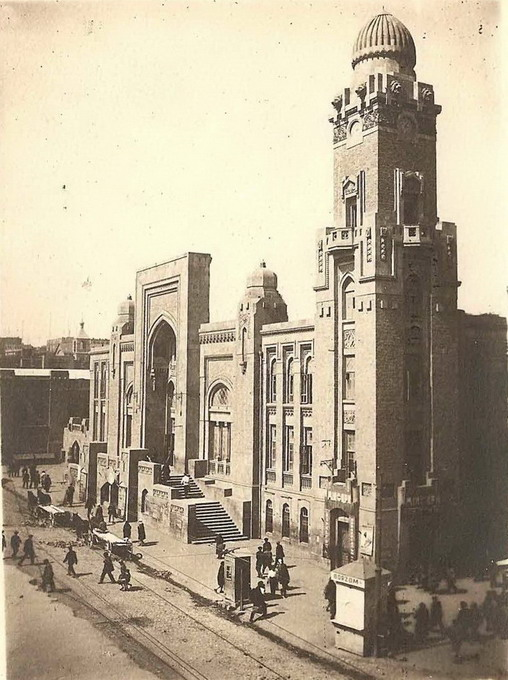
La gare des chemins de fer de Bakou en 1930
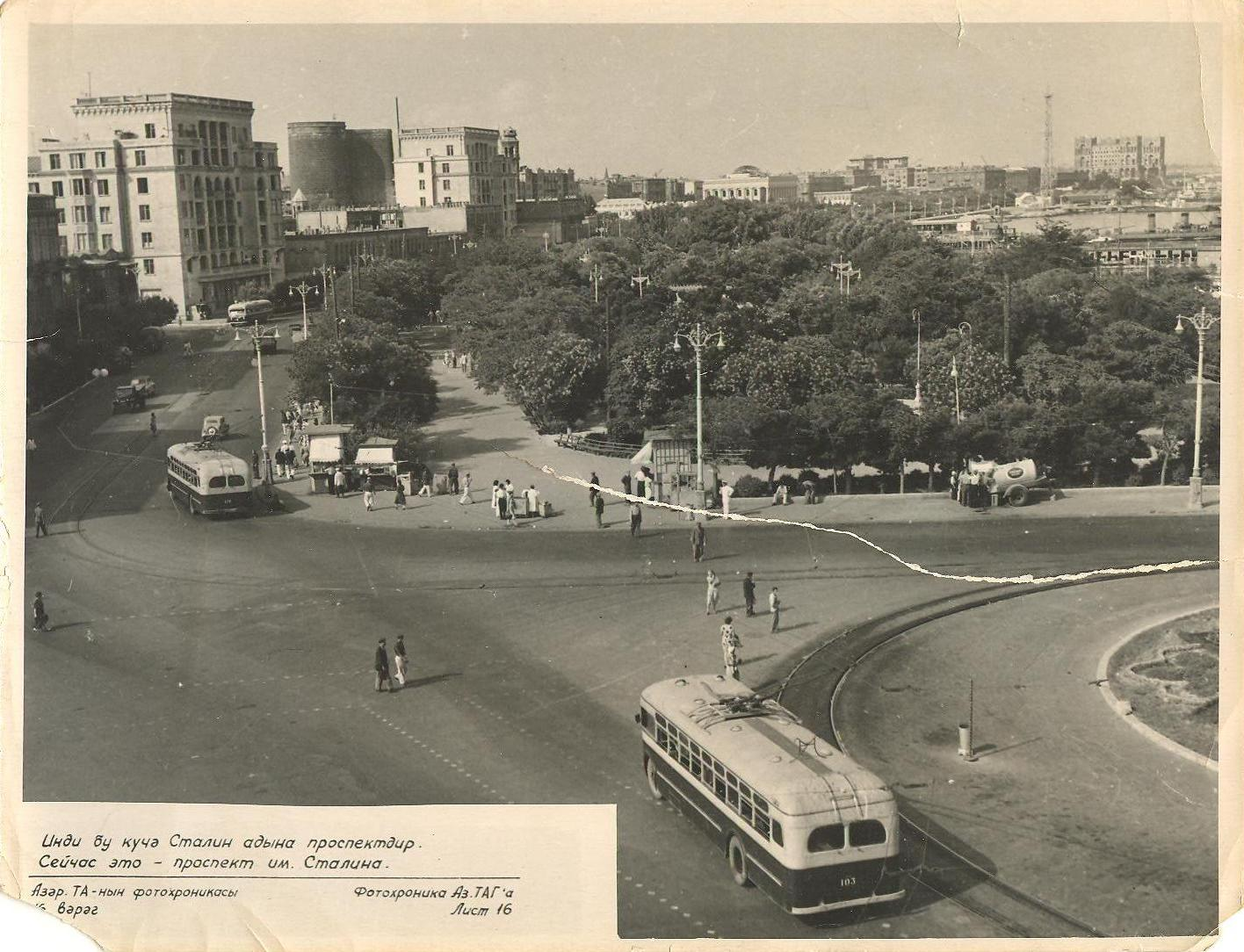
Avenue de Neftchlilar à Bakou dans les années 1960
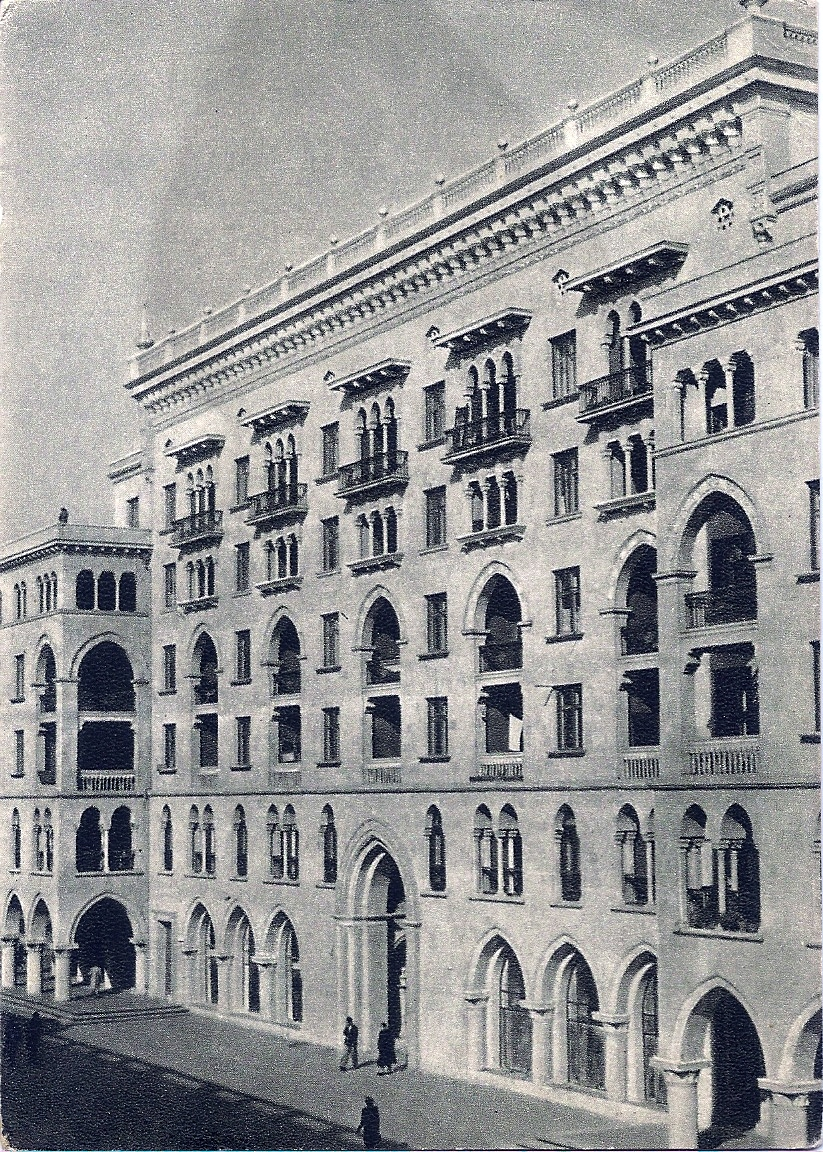
Immeuble résidentiel, construit à Bakou dans les années 1950

#### Depuis l'indépendance
Se rétablissant des crises économiques et sociales et des années post-soviétiques de la fin du XXe siècle, Bakou vit sa renaissance en tant que le plus grand centre économique et culturel du Caucase.
L'Union européenne a choisi Bakou comme siège de son programme Traceca. Lancé en 1993, le « transport corridor Europe Caucase Asie » avait au départ pour but d'aider les anciennes républiques soviétiques à s'arracher à la tutelle russe et à l'isolement géographique. L'Asie centrale est en effet la région la plus éloignée des océans de la planète. Pour qu'elle puisse accéder et s'ouvrir aux marchés internationaux, l'UE a proposé le développement d'un couloir est-ouest de communications qui conjuguerait route, rail, pipelines, gazoducs, lignes téléphoniques... L'Europe investit très peu d'argent, Traceca étant avant tout un programme d'assistance technique. En revanche, elle œuvre au rapprochement des acteurs de la zone impliquée dans les transports, donne des conseils et pointe les dysfonctionnements.
Le projet du développement régional de Bakou couvre la période allant jusqu’à 2030. Le chef du Comité d’urbanisation et d’architecture Djahanguir Khodjayev :

« Le plan préparé pendant la période soviétique ne répond pas aux normes de l’économie libre. C’est pourquoi, on travaille sur le nouveau plan du développement de Bakou avec le soutien de la Banque Mondiale. Il servira de base pour créer le nouveau plan général. Ce sera un document de longue durée, définissant aussi des paramètres du développement de tout le territoire de Bakou et des villages voisins, ainsi que de la péninsule d’Apchéron en général. Lors de la préparation du plan, on tiendra compte de la pratique mondiale et des paramètres du développement de la ville de Sumgaït et de la région d’Apchéron. Avec cela, on travaille sur la planification de la partie centrale de la ville de Bakou. »

— Djahanguir Khodjayev, Баку по плану

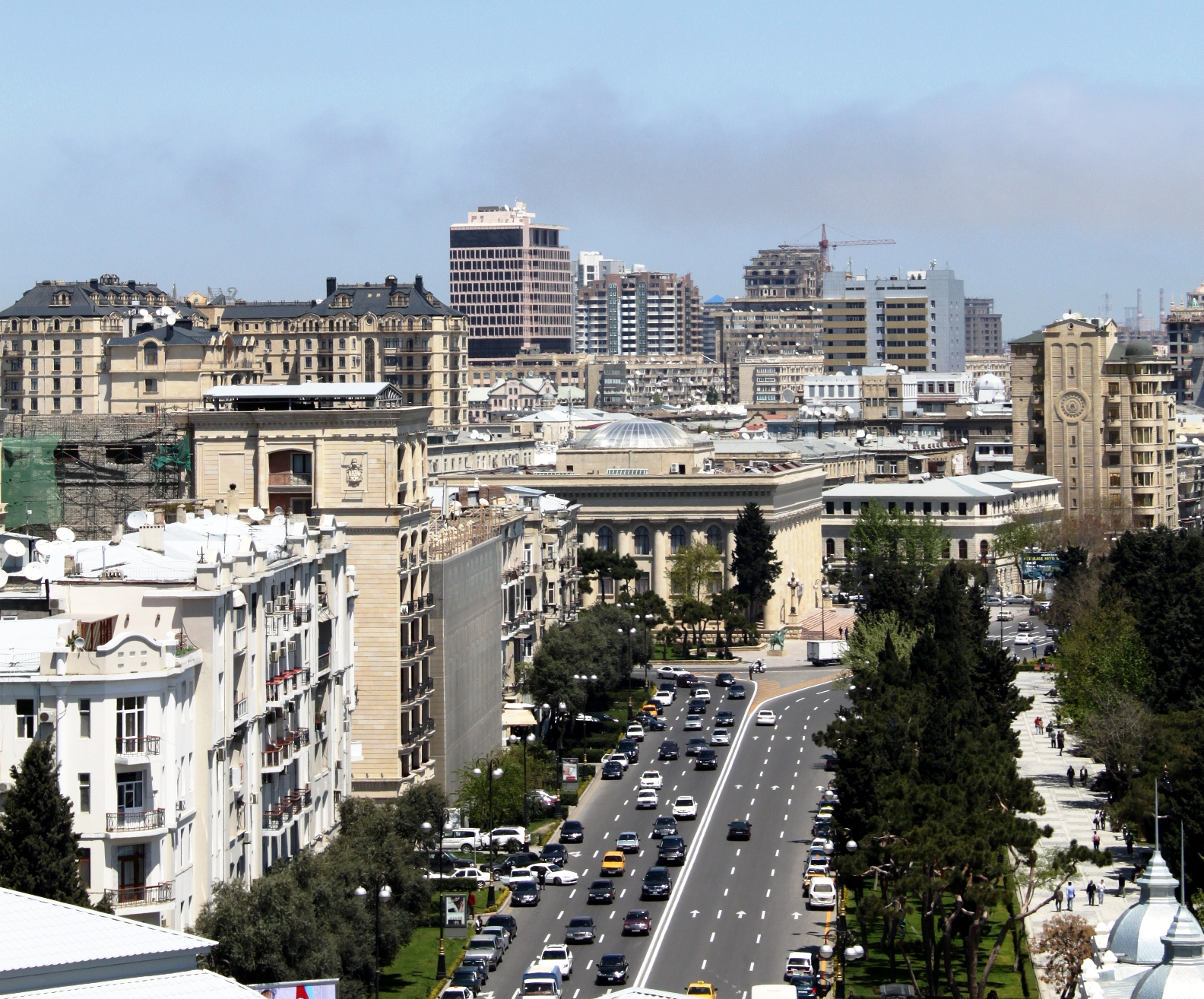
Vue de la Tour de la Vierge sur l'avenue Neftchilar.
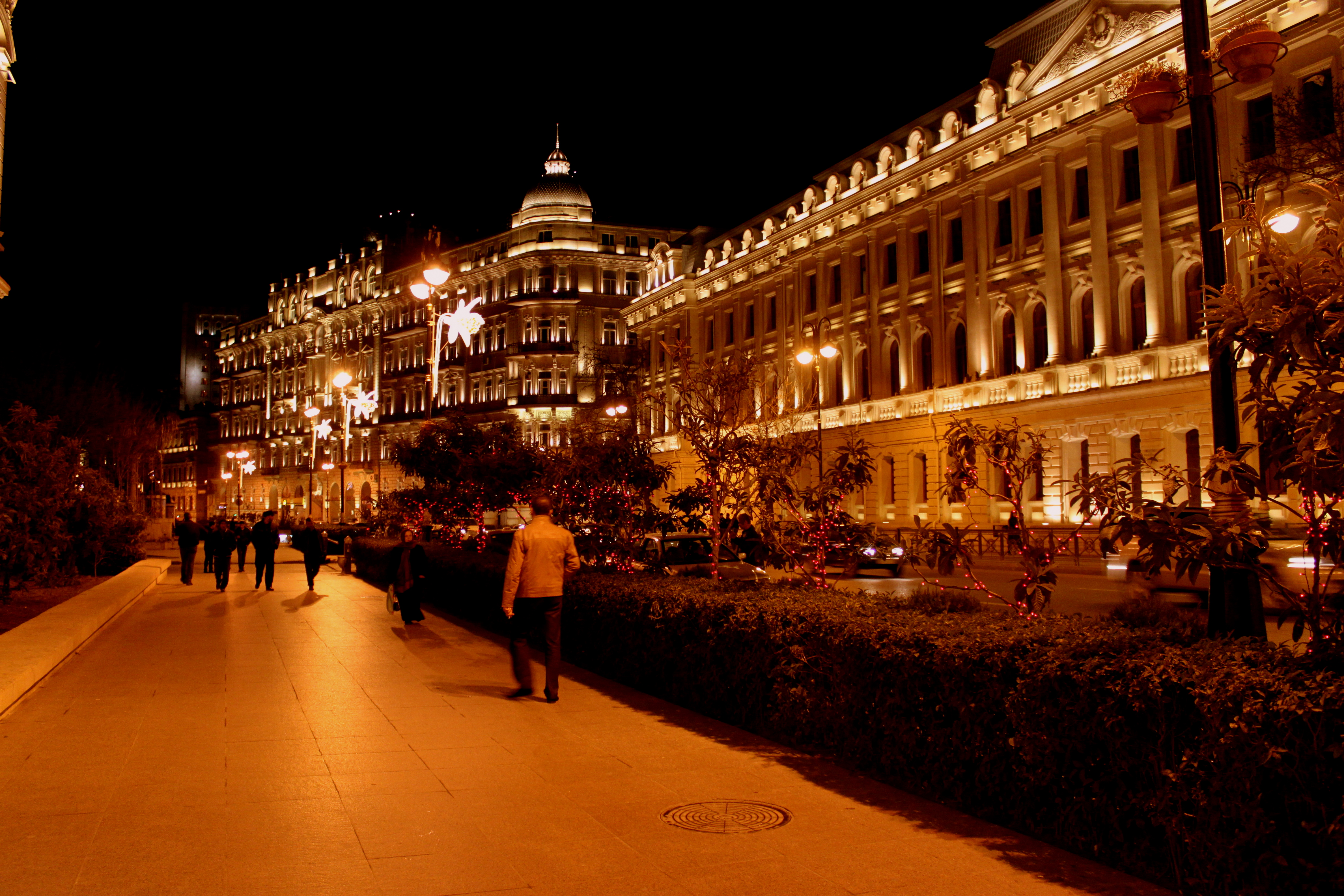
Rue Istiglaliyyat de nuit.

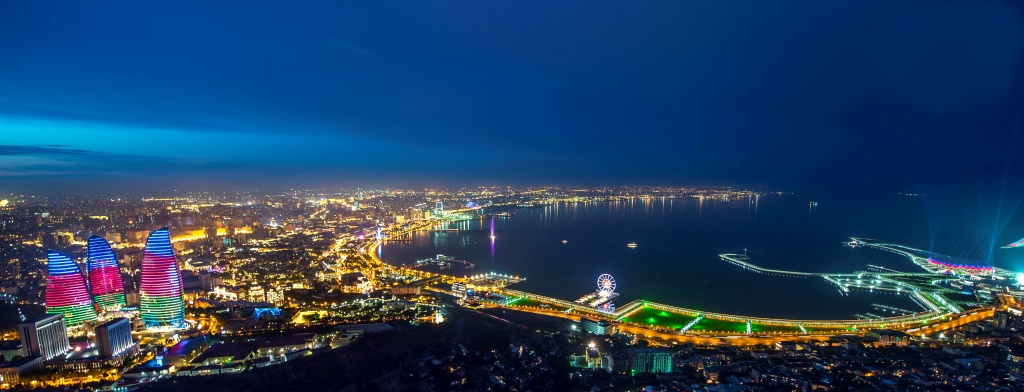
Vue panoramique de Bakou la nuit. Les Flame Towers, représentation héraldique de la ville, sont illuminées aux couleurs de l'Azerbaïdjan.

## Population
La population de Bakou a augmenté entre 1860 et 1897 de 13 000 à 112 000 habitants, pour atteindre 215 000 habitants en 1913.
Au début de 2009, la population de Bakou était de 2 046 000 habitants (de 1 917 000 habitants en 2008, de 1 788 900 habitants en 1999, de 1 794 900 habitants en 1989, et de 1 833 200 habitants en 1979). Une légère diminution de la population en 2006 est liée au transfert d’une partie du territoire du district Binagadi de Bakou à la région d’Apchéron. Le nombre d’habitants de Bakou avec les personnes déplacées et les habitants provisoires était de 2 246 000 habitants au 13 avril 2009. Cela permet de considérer Bakou comme la plus grande ville de la région du Caucase.
La ville compte environ 180 000 Arméniens et 295 500 Russes en 1989 avant l'indépendance de l'Azerbaïdjan et le conflit du Haut-Karabagh. En 1999, après l'indépendance de l'Azerbaïdjan et le conflit du Haut-Karabagh, on ne comptait plus que 383 Arméniens (sur 645 Arméniens dans le pays en dehors du Haut-Karabagh) et 114 000 Russes à Bakou.
| 1860     | 1897      | 1913      | 2006      | 2008      | 2009      |
| -------- | --------- | --------- | --------- | --------- | --------- |
| 013 0000 | 0112 0000 | 0215 0000 | 2 036 000 | 1 917 000 | 2 246 000 |

## Transports

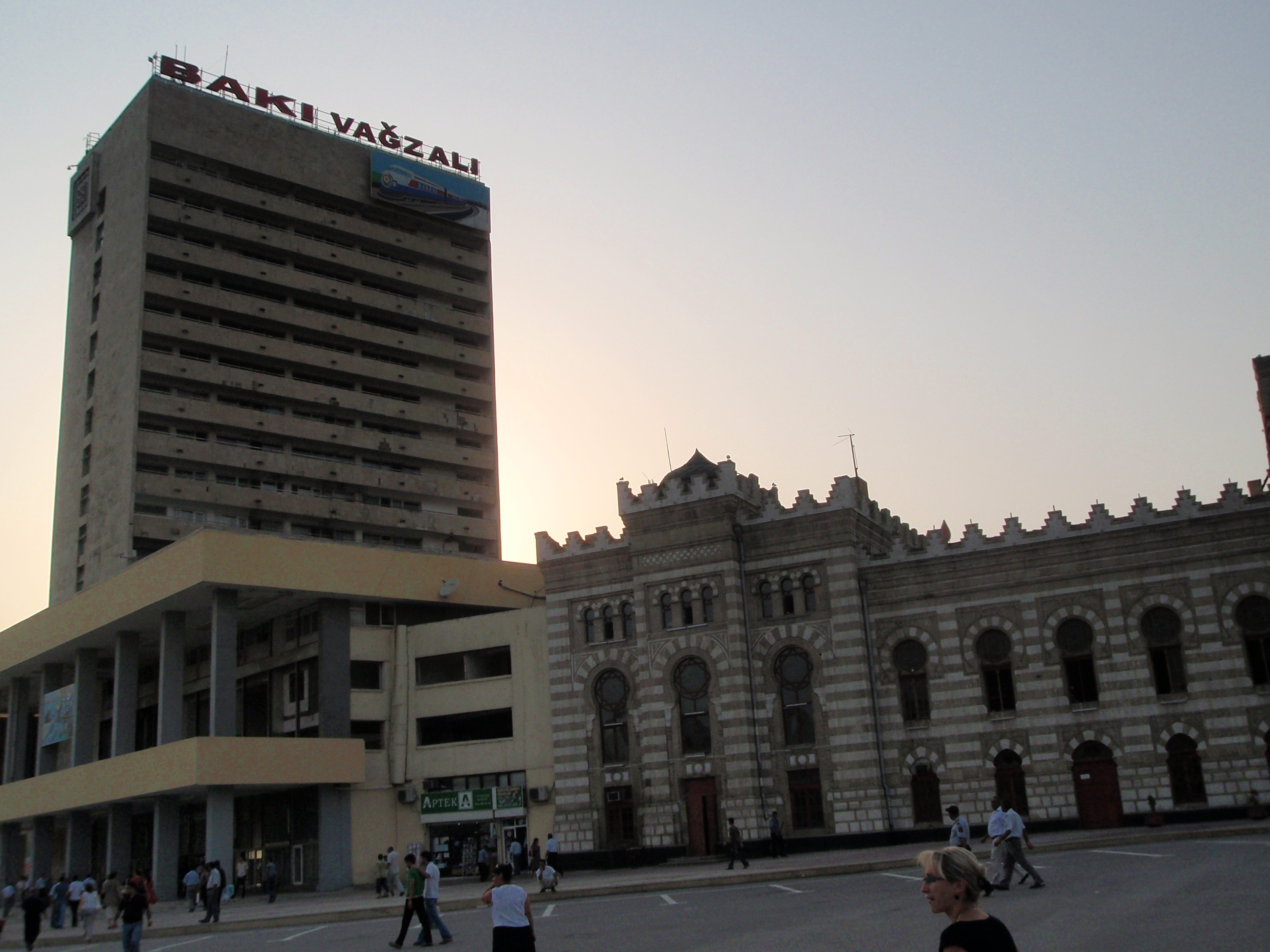
La gare des chemins de fer de Bakou.

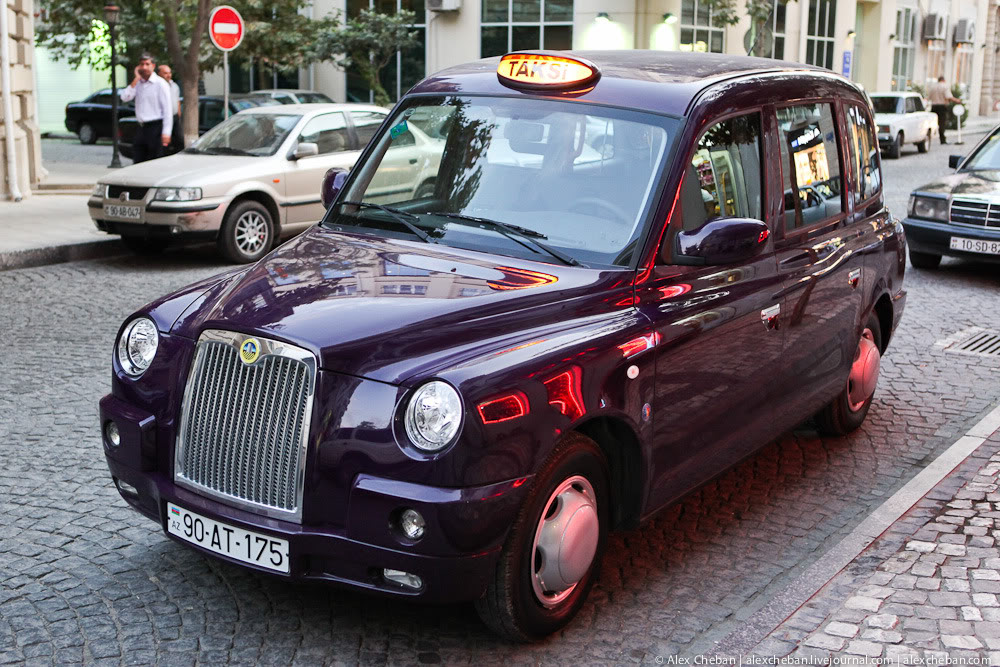
Taxi à Bakou.

Bakou est un des plus grands nœuds de transport de l’Azerbaïdjan. Plusieurs autoroutes et lignes de chemin de fer importantes s'y croisent, qui relient la péninsule d’Apchéron à la province montagneuse du Chirvan. La ville dispose également d’un port maritime et d’un aéroport international.
Bakou est le siège de TRACECA (Transport corridor Europe Caucase Asie). Ce programme, lancé par l'Union européenne en 1993, vise à développer les connexions eurasiatiques et à harmoniser des législations liées au transport.

### Transport aérien
L’Aéroport international Heydar Aliyev de Bakou (code IATA : GYD • code OACI : UBBB), est l’un des cinq aéroports internationaux desservant l’Azerbaïdjan. Auparavant, cet aéroport s’appelait « Aéroport international de Bina » (code AITA : BAK) d'après le nom de la banlieue dans laquelle il est situé. Le 10 mars 2004, il est renommé en l’honneur de Heydar Aliyev, troisième président de la république d’Azerbaïdjan. L’aéroport se trouve à 25 kilomètres à l’est de la ville, il possède deux pistes d’atterrissage. À partir de cet aéroport, les vols sont à destination de l’Europe, du Proche-Orient, enfin de l’Asie Centrale et du Sud-Est.

### Transport maritime
Les trains et ferries reliant Bakou à Turkmenbachy et Aktau font partie du système de transport azerbaïdjanais, qui participe aux projets internationaux. La longueur du trajet du ferry Bakou—Turkmenbachy est de 306 km.
Le journal Moscou soir annonce en août 1929 le projet de création de la traversée, qui commence à fonctionner en 1963. Les premiers bateaux sont des ferries du type Sovetskiy Azerbaïdjan construits à l’usine Krasnoye Sormovo de 1962 à 1968. Plus tard, ils sont remplacés par des bateaux construits au chantier naval Ulyanik en Yougoslavie. À partir de 2006, la durée de la traversée est de douze heures. Chaque ferry prend à bord 28 wagons et 200 passagers. Les huit ferries battent pavillon azerbaïdjanais.
Alat, le nouveau terminal portuaire de Bakou, doit être achevé d'ici à 2015. Un chantier énorme : un chenal de sept kilomètres va être creusé pour accueillir un trafic plus important et un dispositif « rail-ferry » permettra aux trains d'embarquer sur les bateaux.
Le « Zarifa Aliyev », ferry qui relie Bakou au Kazakhstan par la mer Caspienne, convoie 52 wagons-citernes. Le transport de produits pétroliers constitue pour l'instant l'essentiel du trafic. Les autorités azéries espèrent que les marchandises chinoises passeront un jour par ici.

### Transport ferroviaire
Aujourd’hui, les trains longue distance arrivent à la gare de Bakou. De cette gare les trains partent à destination de Moscou, Kiev, Tbilissi, Saint-Pétersbourg, Kharkov, Tumen, Rostov-sur-le-Don et dans les villes azerbaïdjanaises : Akstafa, Bélokan, Horadiz, Gandja, Astara. Après l’ouverture de la ligne Bakou-Tbilissi-Kars, il est prévu d’ouvrir des liaisons vers Kars et Istanbul. Les trains de banlieue partent de la station de Kichli.

### Transport routier
Les chauffeurs routiers parlent couramment de la « route de la Soie », qui désigne d'abord pour eux le trajet entre la Géorgie et l'Azerbaïdjan. Cette voie flambant neuve, aboutit aujourd'hui au vieux port de Bakou. Mais un nouveau terminal ultramoderne est en chantier à Alat, au sud de la ville.

### Métro
Le métro de Bakou (Bakı Metropoliteni en azéri) comprend actuellement trois lignes de 36,7 km reliant 25 stations.
Une première section (Bakı Soveti–Narimanov) de la première ligne est mise en service le 6 novembre 1967, d’une longueur de 6,5 km, avec cinq stations. Une première section (28 mai - Xatayi) de la seconde ligne est ouverte en février 1968 (2,4 km et deux stations). Les ouvertures se succèdent jusqu'à la fin des années 1980. La chute du régime soviétique arrête pour un temps la construction du métro.
Le métro est ouvert de 6 heures à 1 h du matin, mais certaines stations ne fonctionnent pas en permanence. Les trains sont espacés de deux minutes aux heures de pointe et de cinq à quinze minutes aux heures creuses. En 2002, le réseau permet le transport 135 millions de passagers et, en 2003, 1,8 million de passagers par jour (ces données sont cependant peu fiables).

### Funiculaire
Un funiculaire a ouvert initialement en 1960 mais a été fermé pour rénovation en 2007 puis a rouvert le 23 mai 2012. La seule ligne relie l'avenue Neftchilar au Parc Kirov.

## Urbanisme
Le centre de Bakou est composé de la vieille ville fortifiée, inscrite avec la tour de la Vierge (Qiz Qalasi) et le palais des Chirvanchahs au patrimoine mondial de l'Unesco en décembre 2000, devenant ainsi le premier lieu d'Azerbaïdjan à être inscrit au Patrimoine mondial. Les rues y sont sinueuses et étroites ; certaines n'ont pas encore été complètement remises en état, celles qui le sont ont parfois subi une modernisation tellement énergique qu'il devient difficile de reconnaître la « vieille ville ».
Le boomtown, au sud de la vieille ville, est construit au début du XXe siècle en lien avec l'exploitation massive de pétrole. Il est caractérisé par une architecture relevant des beaux-arts, avec un plan en damier.
La ville moderne s'étend hors des murs de la vieille ville. Ses rues et ses bâtiments se hissent vers le haut des collines qui bordent la baie de Bakou.
Voitures et boutiques de luxe fleurissent dans le centre de la capitale azérie. Le centre-ville a été restauré. Tout est illuminé, surligné de néons, la tour de la Vierge de la vieille cité comme les façades baroques des immeubles haussmano-mauresques construit par les barons de l'or noir à la fin du XIXe siècle. Jusqu'aux arbres exotiques du flamboyant parc récemment aménagé entre la mer et le toujours dénommé « boulevard des Ouvriers du pétrole ».
L'agglomération de Bakou est divisée en onze districts (Azizbayov, Binagadi, Garadagh, Narimanov, Nasimi, Nizami, Sabail, Sabunchu, Khatai, Surakhany et Yasamal) et composée de 48 communes.

### Mosquées

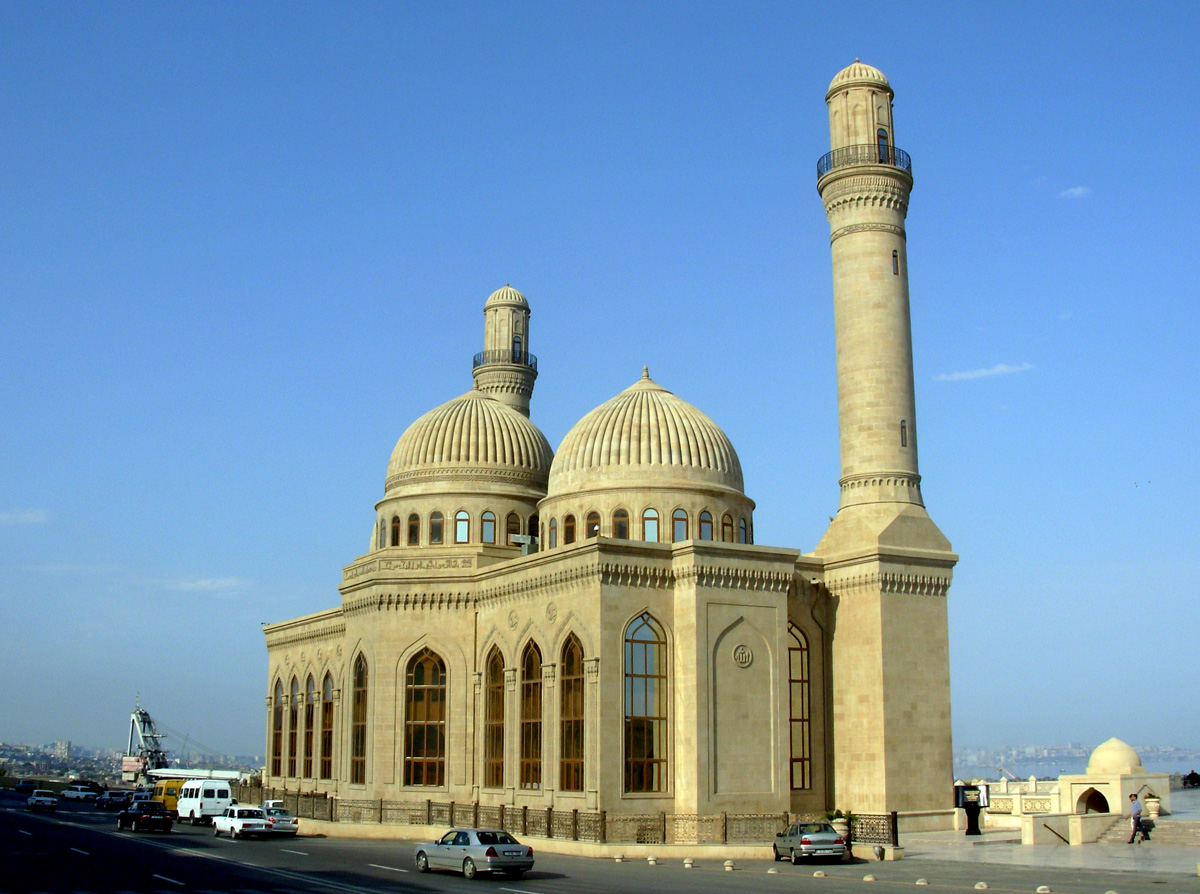
La mosquée Bibi-Heybat.

- La mosquée du Palais des Chirvanchahs (en azéri : Saray məscidi) date du XVe siècle.
- La mosquée de Mohammed (mosquée Siniqgala) (en azéri : Məhəmməd məscidi) dans la vieille ville date du XIe siècle.
- La mosquée Bibi-Heybat (en azéri : Bibiheybət məscidi) est une mosquée chiite, située sur le bord de la baie de Bakou.
- La Mosquée de Djuma (en azéri : Cümə məscidi) se trouve dans la vieille ville de Bakou.
- La mosquée Tazapir (en azéri : Təzəpir) est située à Bakou. La construction de la mosquée commence en 1905 sous le patronage du mécène Nabat-khanum Achourbekova par l’architecte Ziver-bey Ahmedbeyov. Après la mort du mécène, la construction est suspendue. Plus tard, la construction est poursuivie par son fils et s'achève en 1914.
- La mosquée Haydar (en azéri : Heydər məscidi) a quatre minarets de 95 mètres de haut. Le 2 octobre 2016, le pape François a visité cette mosquée[36],[37].
- La mosquée Imam Husseyn est située dans le district de Yasamal.

### Églises

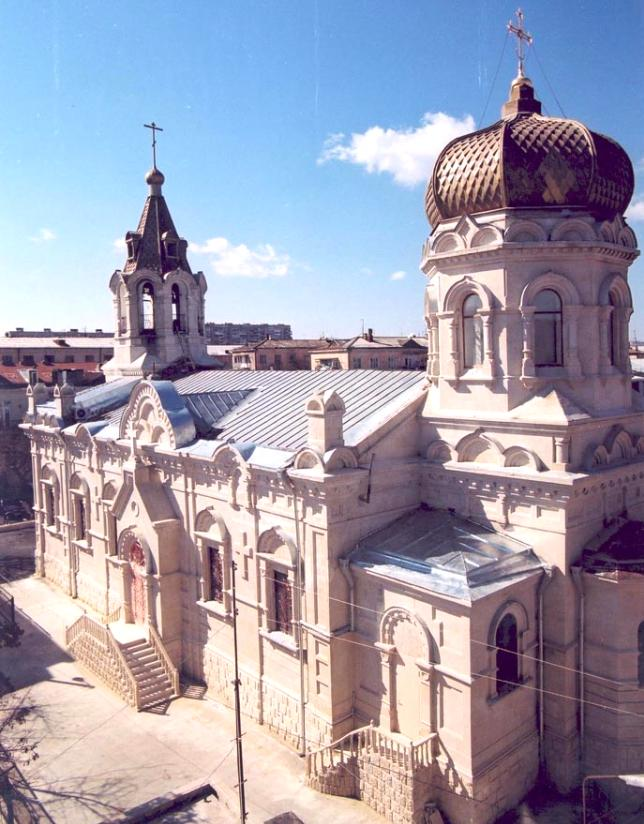
La cathédrale des Saintes-Porteuses-de-Myrrhe.

- La cathédrale des Saintes-Porteuses-de-Myrrhe est une église slave russe. Elle est construite en 1909 par l’architecte F. M. Verjbitskï au frais du Ministère militaire. À présent, elle fait partie de l’éparchie de Bakou et d’Azerbaïdjan du Patriarcat de Moscou.
- L’église de Saint George Illuminateur (en azéri: Erməni Kilsəsi, en arménien : Բաքվի Սուրբ Գրիգոր Լուսաորիչ եկեղեցի) est une église arménienne abandonnée.
- L’église du Sauveur est une église luthérienne.
- L’église de l’Immaculée Conception de la Bienheureuse Vierge Marie (en azéri: Bakirə Məryəmin Məsum Hamiləliyi şərəfinə kilsə) est une église catholique. C’est l’unique église catholique fonctionnant en Azerbaïdjan. La paroisse catholique de Bakou est sous le soin pastoral de la mission catholique sui juris (mission indépendante) à Bakou.

## Éducation
Bakou compte de nombreuses écoles et universités, dont l'université d'État de Bakou, fondée en 1919. Avec l'indépendance de l'Azerbaïdjan et la chute du communisme, de nombreuses institutions éducatives privées voient le jour. Bakou héberge également l'Académie des sciences de l'Azerbaïdjan, la principale organisation de recherche d'État en Azerbaïdjan fondée en 1945. De plus, Bakou possède de nombreuses bibliothèques, dont beaucoup contiennent de vastes collections de documents historiques des périodes romaine, byzantine, ottomane et soviétique, ainsi que d'autres civilisations du passé. Les bibliothèques les plus importantes en termes de collections de documents historiques comprennent le musée de la littérature azerbaïdjanaise Nizami Gandjavi, la bibliothèque nationale d'Azerbaïdjan, la bibliothèque centrale Mirza Alakbar, la bibliothèque Samad Vurgun et la bibliothèque présidentielle de Bakou.
- Académie nationale du pétrole d’Azerbaïdjan
- Université technique d’Azerbaïdjan
- Université d’architecture et de génie civil d’Azerbaïdjan
- Université de médecine d’Azerbaïdjan
- Université nationale d’économie d’Azerbaïdjan
- Université nationale de culture et d’arts d’Azerbaïdjan
- Université nationale pédagogique d’Azerbaïdjan
- Académie nationale d’administration publique auprès du président de la république d’Azerbaïdjan
- Université des langues d’Azerbaïdjan
- Académie nationale des beaux-arts d’Azerbaïdjan
- Académie de musique de Bakou
- Université de tourisme et de management d’Azerbaïdjan
- Conservatoire national d’Azerbaïdjan
- Université d’État de Bakou
- Université slave de Bakou
- Université « Asie » de Bakou
- Université « Eurasie » de Bakou
- Université de commerce (business university) de Bakou
- Filiale de Bakou de l’université d’État M.V. Lomonossov de Moscou
- Université de Bakou pour les jeunes filles
- Université de l’« Ouest » (« Western »)
- Académie nationale d’aviation d’Azerbaïdjan
- Université « Azerbaïdjan »
- Université « Qafqaz » (Caucase)
- Université « Odlar Yourdou » (pays des feux)
- Université « Tafakkur »
- Université Khazar
- Académie du ministère de la Sécurité nationale Heydar Aliyev
- Académie des Sports

## Culture

### Musées

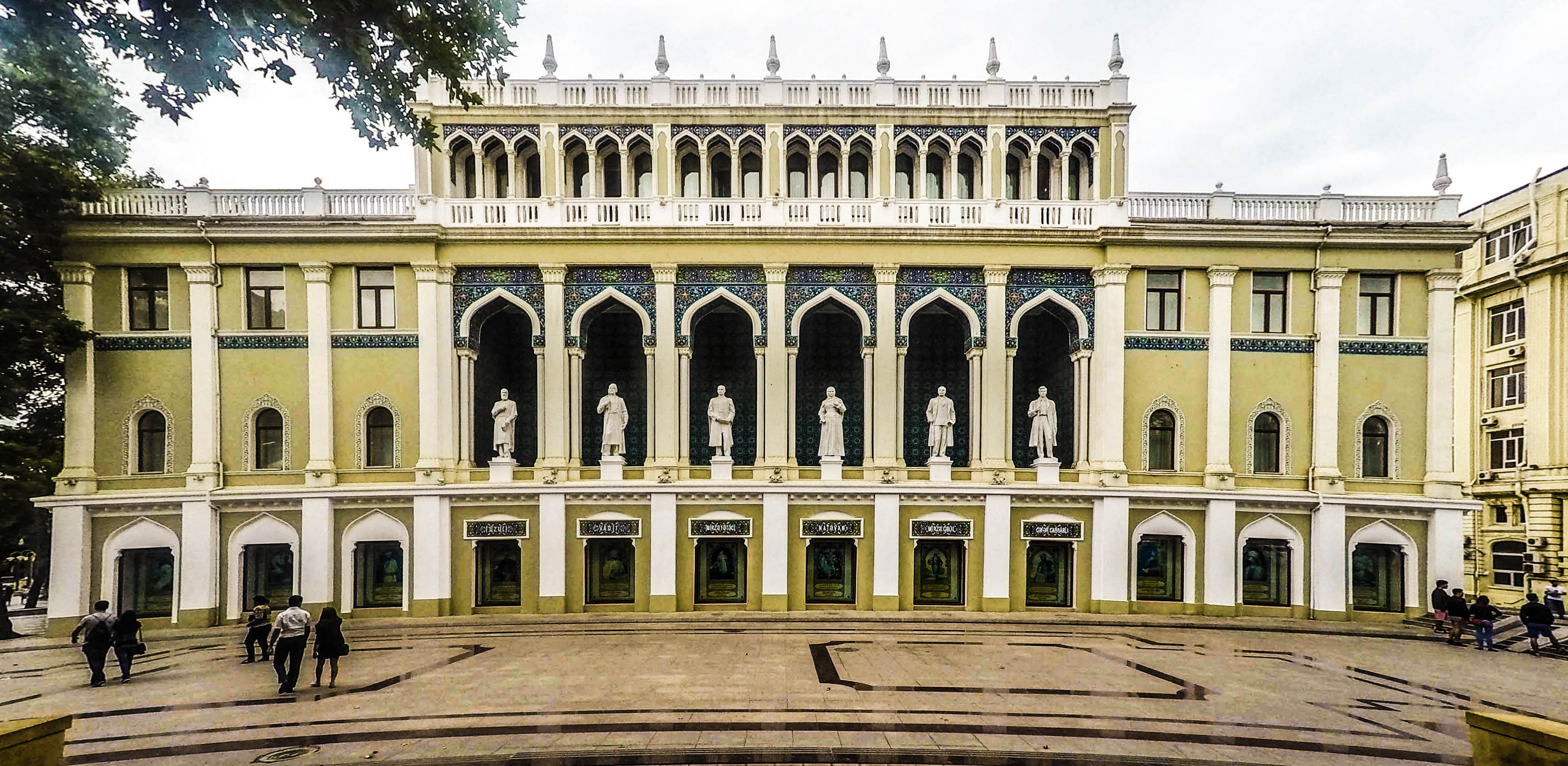
Musée de la littérature azerbaïdjanaise Nizami Gandjavi

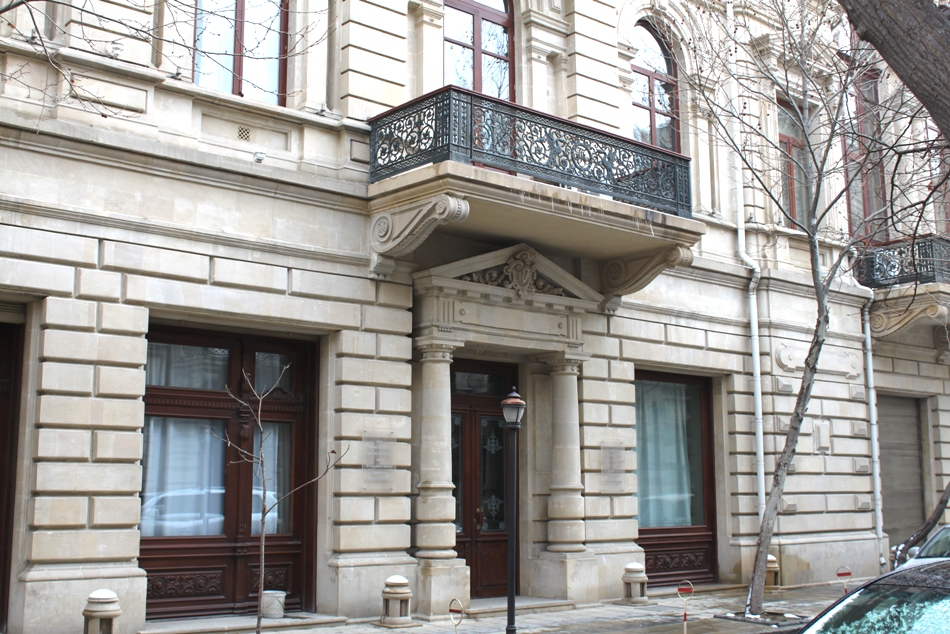
Musée de l'histoire d'Azerbaïdjan

- Le Musée de la littérature azerbaïdjanaise Nizami Gandjavi (en azéri: Nizami Gəncəvi adına Azərbaycan ədəbiyyatı muzeyi) héberge l’un des plus grands et riches trésors de la culture azerbaïdjanaise.

- Le Musée National azerbaïdjanais de la Culture Musicale (en azéri: Azərbacan Musiqi Mədəniyyət Dövlət Muzeyi).

- Le Musée national d'art de l'Azerbaïdjan (en azéri: Rüstəm Mustafayev adına Azərbaycan dövlət incəsənət muzeyi) est l’un des plus grands musées de l’Azerbaïdjan, couvrant depuis la période antique jusqu’à nos jours.

- Le Musée du Tapis et des Arts appliqués populaires (en azéri: Lətif Kərimov adına Azərbaycan dövlət xalçaçılıq və xalq tətbiqi sənəti muzeyi) est le premier musée du tapis au monde. Il est fondé en 1967.

- Le Musée des livres miniatures de Bakou (en azéri: Miniatur Kitab Muzeyi) est unique au monde.

- Le Musée de l'histoire d'Azerbaïdjan (en azéri: Azərbaycan tarixi Muzeyi) est fondé en 1920.

- Le Musée d’Art Moderne (en azéri: Müasir incəsənət muzeyi) à Bakou compte plus de 800 œuvres de peintres et de sculpteurs azerbaïdjanais, essentiellement dans un style d’avant-garde.

- La Maison-musée de Leopold et Mstislav Rostropovich, installée dans la maison où ils vécurent de 1925 à 1931.

## Curiosités

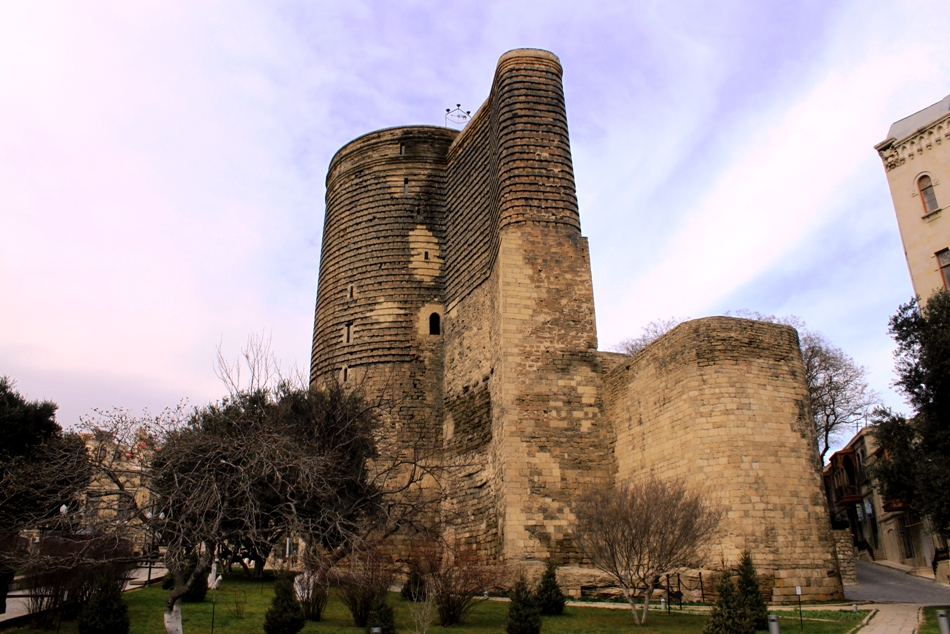
La Tour de la Vierge

- L’Allée d’honneur (en azéri : Fəxri xiyaban) est un cimetière en forme d’allée, situé dans la partie montagneuse de Bakou, où sont enterrés les grands hommes de l’Azerbaïdjan, artistes éminents, scientifiques, écrivains, politiques, héros de l’Union soviétique et les gens honorés pour leur apport à l’économie ou l’agriculture.

- L’allée des Martyrs (en azéri : Şəhidlər Xiyabanı) est un cimetière de Bakou, où sont enterrés les martyrs, héros de l’indépendance de l’Azerbaïdjan, victimes de la tragédie du Janvier noir (126 personnes) et personnes mortes pour le Karabagh. Dans cette allée, il y a la tombe inconnue où reposent les fragments des corps des martyrs non-identifiés.

- Le monument de l'Indépendance, situé rue Istiglaliyyat, a été construit en l'honneur de la déclaration d'indépendance de la république démocratique d'Azerbaïdjan, proclamée par le Conseil national d'Azerbaïdjan le 28 mai 1918 à Tbilissi.

- Atechgah (en azéri : Atəşgah) est le temple des adorateurs du feu. Le temple fut édifié par une communauté hindoue de la caste des sikhs, qui avait habité à Bakou.

- Le parc zoologique de Bakou (en azéri : Bakı Zooloji Parkı) est un parc zoologique national. Le plus ancien en Azerbaïdjan, il a été ouvert en 1928. Il est géré par le ministère de la culture et du tourisme d’Azerbaïdjan et par le pouvoir exécutif de la ville de Bakou. Sa surface est de 4,25 ha.

- La maison de Mukhtarov (en azéri : Səadət Sarayı) est un immeuble au centre-ville, actuellement « Palais de Bonheur ».

- La place du Drapeau national (en azéri : Dövlət Bayrağı Meydanı). L’inauguration a eu lieu le 1er septembre 2010. Le drapeau azerbaïdjanais est installé sur l’un des mâts les plus hauts du monde.

- Le quartier de la Vieille ville (en azéri : İçəri şəhər) est un quartier ancien et une réserve historico-architecturale situé au centre-ville. En décembre 2000, Itcheri chahar (la vieille ville) est entrée dans la liste des monuments du Patrimoine mondial de l'UNESCO.

- La tour de la Vierge (en azéri : Qız Qalası) représente une construction ancienne de la vieille ville au bord de la Caspienne. C’est l’un des composants importants de la façade maritime de la ville. En décembre 2000, la Tour de la Vierge est entrée dans la liste des monuments du Patrimoine culturel mondial de l'UNESCO .

- Le palais des Chirvanchahs (en azéri : Şirvanşahlar sarayı) est le palais des gouverneurs de Chirvan, construit à Bakou au XVe siècle pendant le règne du Chirvanchah Khalilallah. En décembre 2000, le palais est entré dans la liste des monuments du Patrimoine culturel mondial de l'UNESCO.

- La tour de télévision de Bakou (en azéri : Televiziya Qülləsi) est une construction de 310 mètres de haut.

- La tour à parachute (en azéri : Paraşüt Qülləsi), dont la hauteur est de 75 mètres, est située sur le boulevard maritime.

- Le KFC le plus grand au monde. Il est situé dans une ancienne gare ferroviaire[39].

### Eurovision
En mai 2012, le Baku Crystal Hall, dont la construction a été accélérée, est situé sur le front de mer et à proximité de la place du Drapeau national, a accueilli le 57e concours Eurovision de la Chanson.

## Sports
Le FK Neftchi Bakou est le principal club de la ville et évolue dans le Championnat d'Azerbaïdjan de football, comme le fait le club Qarabağ FK depuis 1992 et le Keşla FK (anciennement Inter Baku) depuis 2004.
Bakou était candidate à l'organisation des Jeux olympiques d'été de 2016. La candidature de la ville fut toutefois rejetée le 4 juin 2008 durant la phase préliminaire de sélection.
La ville a décidé de retenter sa chance pour les Jeux olympiques d'été de 2020, sans plus de succès. Bakou organise pour la première fois une Compétition automobile en 2012, le Baku City Challenge 2012 sur un circuit automobile urbain dans le centre-ville en octobre. Bakou accueille en 2015 la première édition des Jeux européens.
Initialement en tant que Grand Prix d'Europe en 2016 puis en tant que Grand Prix automobile d'Azerbaïdjan depuis 2017, Bakou accueille des courses de Formule 1 qui se déroulent sur le circuit urbain de Bakou.
Bakou est également une des capitales mondiales du jeu d'échecs. De nombreux joueurs au titre de Grand maître international y ont été formés, parmi lesquels Teimur Radjabov, Vugar Gashimov, Garry Kasparov, Shahriyar Mammadyarov et Rauf Mammadov, ainsi que l'arbitre Faik Hasanov (en). La ville a accueilli en 2016 la 42e édition d'Olympiade d'échecs.
La ville de Bakou est représentée au championnat d'Azerbaïdjan féminin de volley-ball par l'Azerrail Bakou Volley Club, le Telecom Baku (anciennement Rabita Bakou), le Lokomotiv VK et l'Azərvol VK.
Le Stade Tofiq-Béhramov accueille de nombreuses compétitions domestiques et internationales. Il a pendant longtemps été le principal centre sportif de la ville jusqu'à la construction du Stade olympique de Bakou, le plus grande stade du pays, achevé en 2015. Ce dernier a accueilli le 29 mai 2019 la finale de la Ligue Europa entre les deux clubs anglais Chelsea et Arsenal. Il accueillera également 4 matches (dont 3 du groupe A) lors du Championnat d'Europe de football 2020 en juin et juillet :
- Pays de Galles  vs  Suisse le 13 juin,
- Turquie  vs  Pays de Galles le 17 juin,
- Suisse  vs  Turquie le 21 juin,
- Tchéquie  vs  Danemark le 4 juillet.

## Personnalités nées à Bakou
- Agha Achurov (1886- 1936), homme d'État azerbaïdjanais
- Gazanfar Khaligov (1898-1981), peintre soviétique.
- Ismayil Osmanli (1902-1978), acteur dramatique, mort à Bakou
- Natallia Arsienieva (1903-1997), dramaturge, poète et traductrice biélorusse.
- Mammad Arif Dadachzade (1904-1975), écrivain azéri.
- Mikhayil Mushfig (1908-1938), poète.
- Lev Davidovitch Landau (1908-1968), physicien théoricien soviétique.
- Père Alexis Kniazeff (ru) (1913-1991), archiprêtre (protopresbytre à partir de 1975) russe naturalisé français.
- Georges Candilis (1913-1995), architecte franco-grec.
- Kazim Kazimzade (1913-1992) peintre azerbaïdjanais.
- Nazim Rzayev (1925-2006), chef d'orchestre azerbaïdjanais.
- Medina Gulgun (1926-1991), poétesse azéri.
- Khalida Safarova (1926-2005), peintre azerbaïdjanaise.
- Asaf Djafarov (1927-2000), artiste peintre.
- Taïr Salakhov (1928-2021), artiste azéri.
- Oqtay Zulfugarov (1929-2016), chef d'orchestre, violoncelliste et enseignant azerbaïdjanais.
- Tchinguiz Sadikhov (1929-2017), pianiste azerbaïdjanais.
- Khayyam Mirzazade (1935-2018), compositeur.
- Fazil Nadjafov (1935-2023), sculpteur azerbaïdjanais.
- Murad Yaguizarov (1939-), acteur azerbaïdjanais.
- Eldar Kouliev (1941-2021), réalisateur soviétique et azéri.
- Zemfira Gafarova (1942-), musicologue.
- Elbay Gasimzade (1948-), architecte, président de l'Union des architectes d'Azerbaïdjan.
- Yaltchin Adiguezalov (1959-), chef d'orchestre.
- Boris Koretsky (1961-), champion olympique de fleuret par équipe.
- Garry Kasparov (1963-), joueur d’échec, champion du monde de 1985 à 1993 et de 1993 à 2000.
- Ilgar Mamedov (1965-), champion olympique de fleuret par équipe.
- Aygun Samedzade (1967-), compositrice.
- Teymur Musayev (1970-), urologue azeri.
- Sabina Aliyeva (1980-), femme politique azerbaïdjanaise.
- Arzu Geybullaïeva (1983-), blogueuse et journaliste azerbaïdjanaise.

## Jumelages
La ville de Bakou est jumelée avec :
| Ville | Ville              | Pays | Pays                        | Période                     |
| ----- | ------------------ | ---- | --------------------------- | --------------------------- |
|       | Aberdeen           |      | Royaume-Uni                 |                             |
|       | Acapulco           |      | Mexique                     |                             |
|       | Amman              |      | Jordanie                    | depuis 1989                 |
|       | Balakovo           |      | Russie                      |                             |
|       | Bassorah,          |      | Irak                        |                             |
|       | Bordeaux,          |      | France                      | depuis 1979                 |
|       | Cap Saint Jacques  |      | Viêt Nam                    |                             |
|       | Christiansted      |      | Îles Vierges des États-Unis |                             |
|       | comté d'Honolulu,  |      | États-Unis                  | depuis le 5 août 1998       |
|       | Dakar,             |      | Sénégal                     |                             |
|       | Djeddah            |      | Arabie saoudite             |                             |
|       | Honolulu,          |      | États-Unis                  | depuis le 5 août 1998       |
|       | Houston,           |      | États-Unis                  | depuis 1976                 |
|       | Istanbul           |      | Turquie                     |                             |
|       | Izmir,             |      | Turquie                     | depuis le 4 septembre 1985  |
|       | Kiev,              |      | Ukraine                     | depuis le 12 septembre 1997 |
|       | Konya              |      | Turquie                     |                             |
|       | Londres            |      | Royaume-Uni                 |                             |
|       | Mayence,           |      | Allemagne                   | depuis 1984                 |
|       | Naples,            |      | Italie                      |                             |
|       | Pretoria           |      | Afrique du Sud              |                             |
|       | Rio de Janeiro     |      | Brésil                      |                             |
|       | Saint-Pétersbourg, |      | Russie                      | depuis 1998                 |
|       | Sarajevo,          |      | Bosnie-Herzégovine          | depuis 1972                 |
|       | Sivas              |      | Turquie                     |                             |
|       | Stavanger          |      | Norvège                     |                             |
|       | Tabriz,            |      | Iran                        |                             |
|       | Tbilissi,          |      | Géorgie                     | depuis 1993                 |
|       | Venise             |      | Italie                      |                             |

En 2023, au lendemain de l'invasion du Haut-Karabagh par l'Azerbaïdjan et de l'exil de ses habitants arméniens, les élus bordelais de l'opposition demandent la suspension du jumelage avec Bakou. Le maire Pierre Hurmic (EELV) refuse, qualifiant le jumelage de « dormant », et espérant « que l’Histoire nous donnera l’occasion de jours meilleurs ».

## Galerie

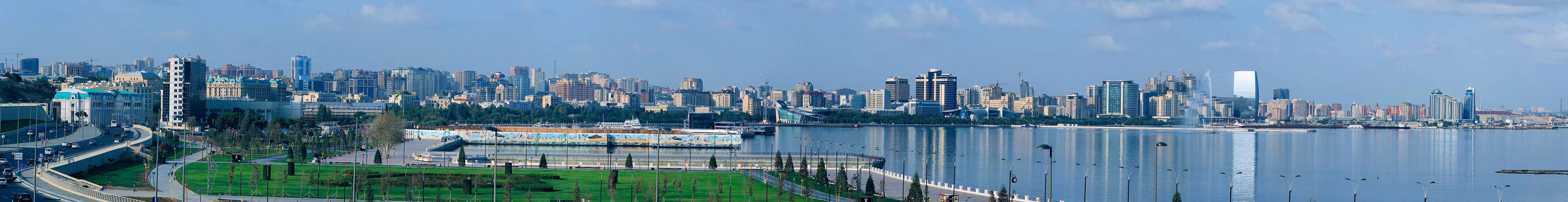
Un panorama de la ville.

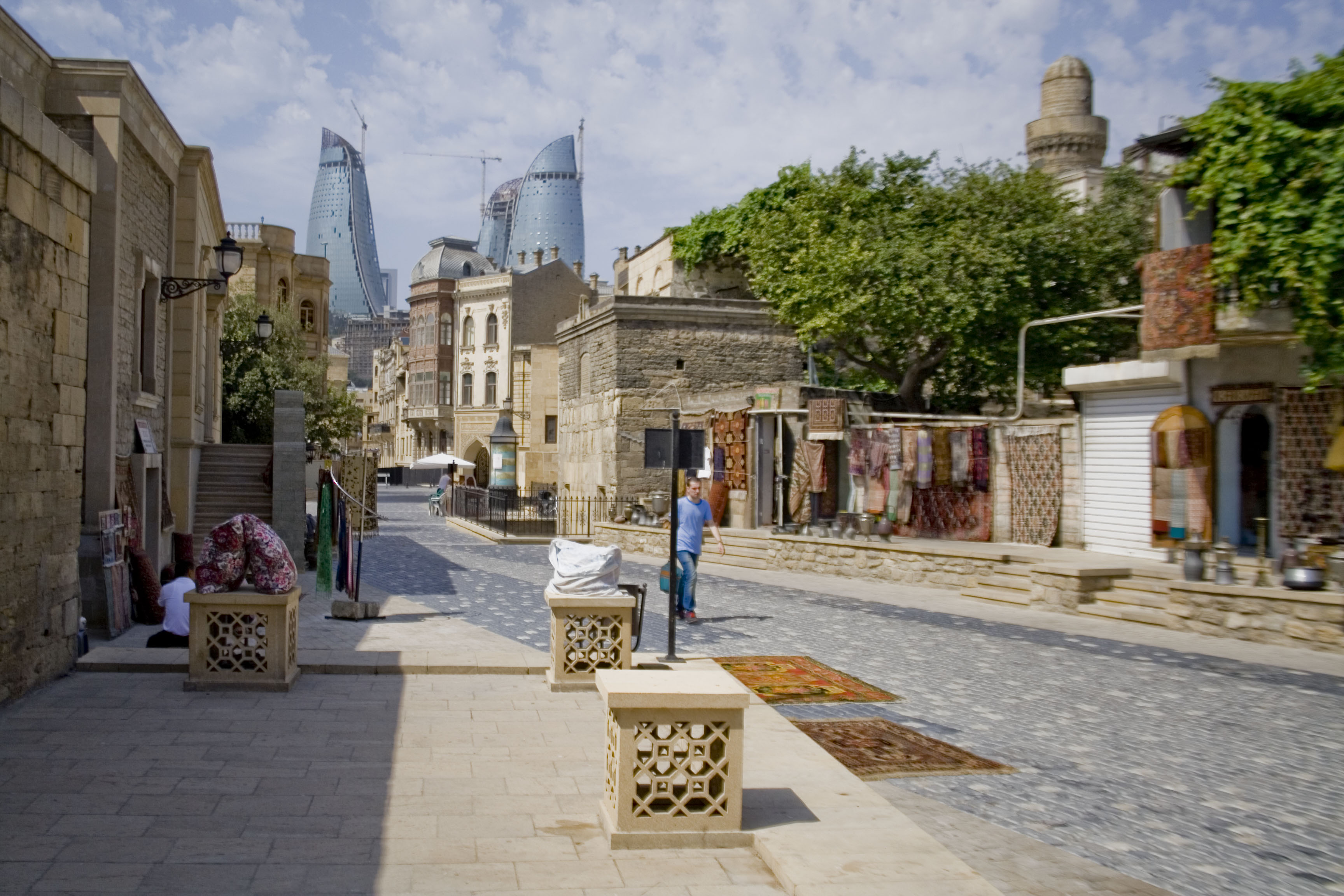
Vieille ville avec les Flame Towers dans le fond.
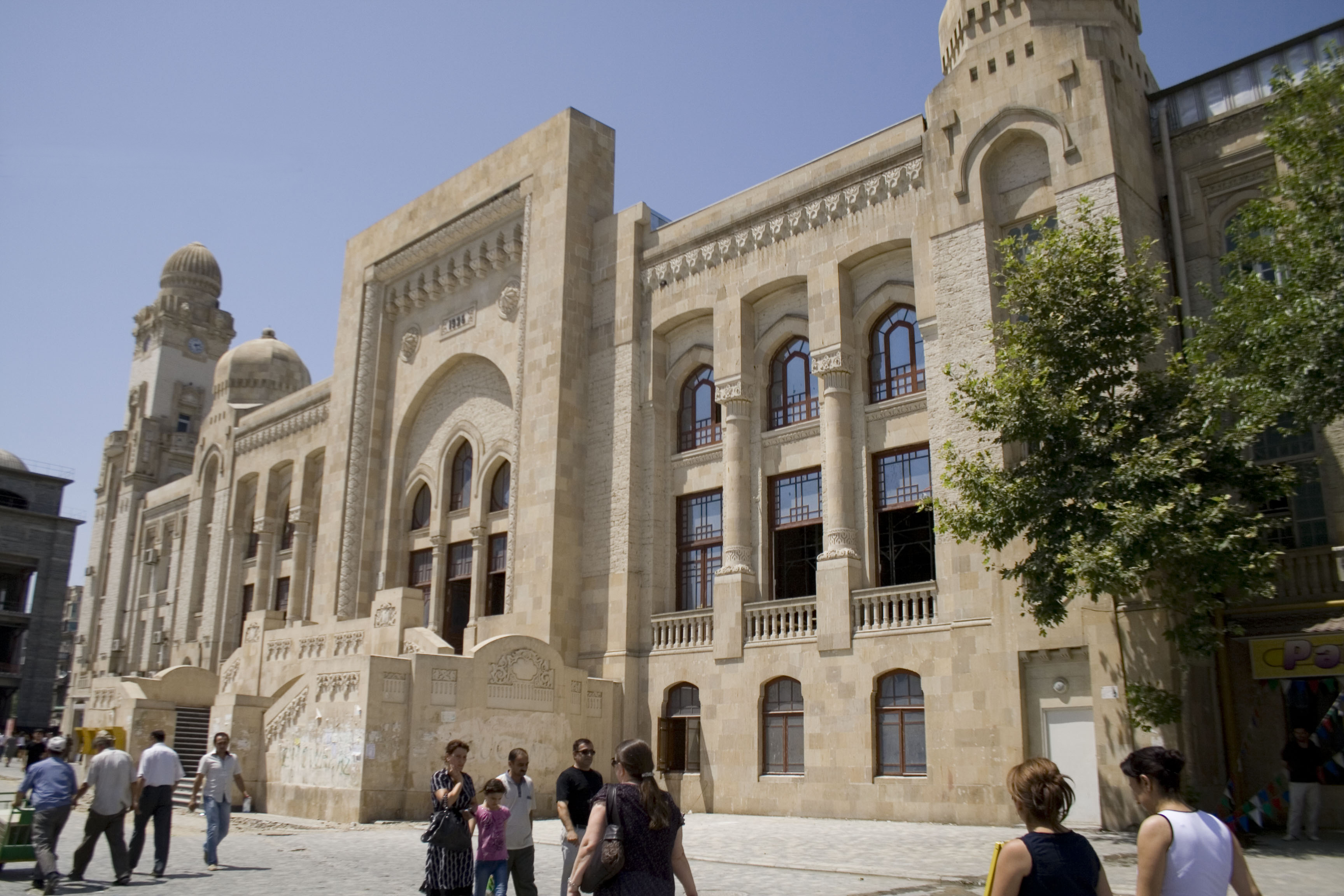
L'ancienne gare de Bakou.
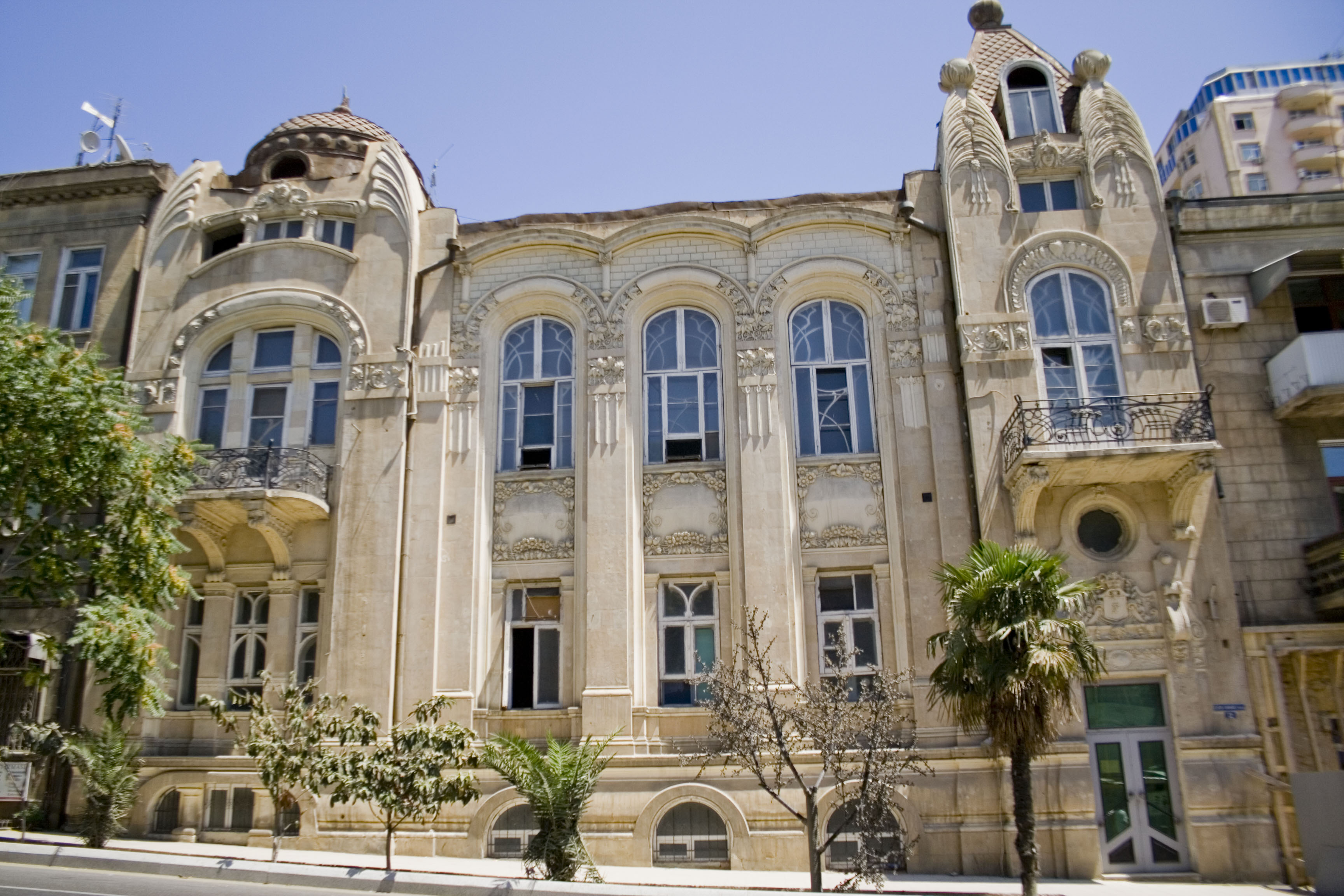
Art Nouveau dans Bakou.
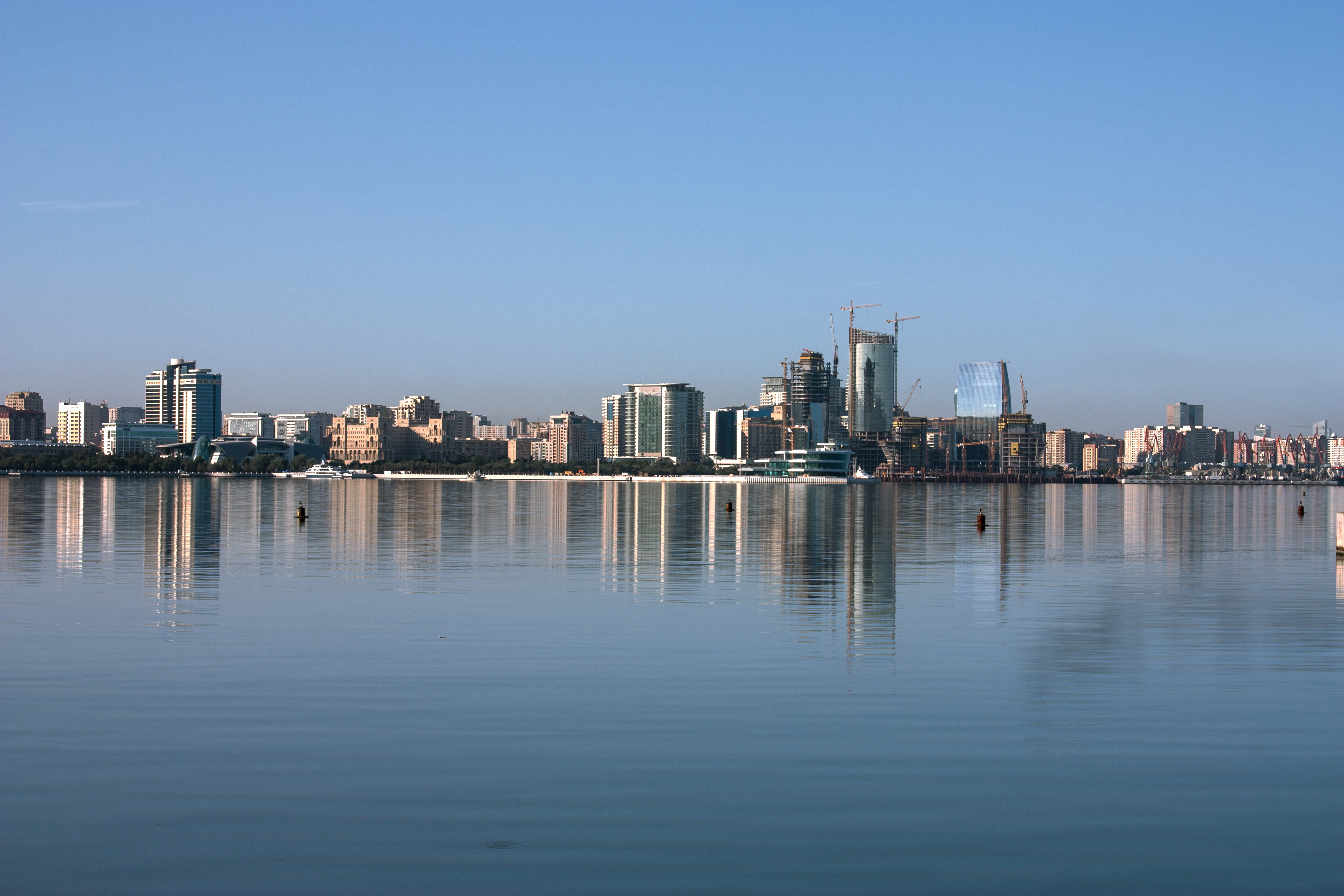
Vue de la baie de Bakou.
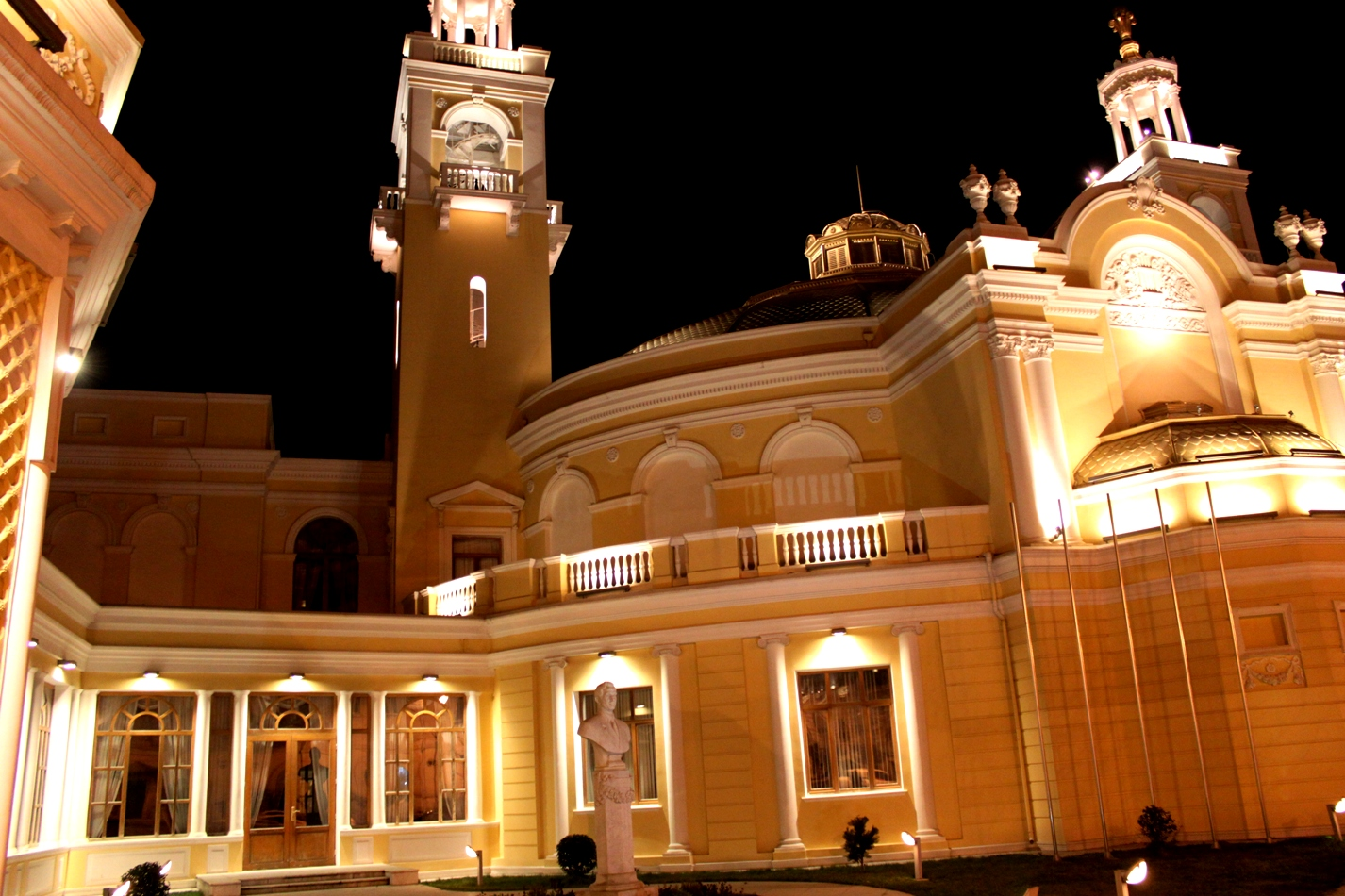
La Société philharmonique azerbaïdjanaise.
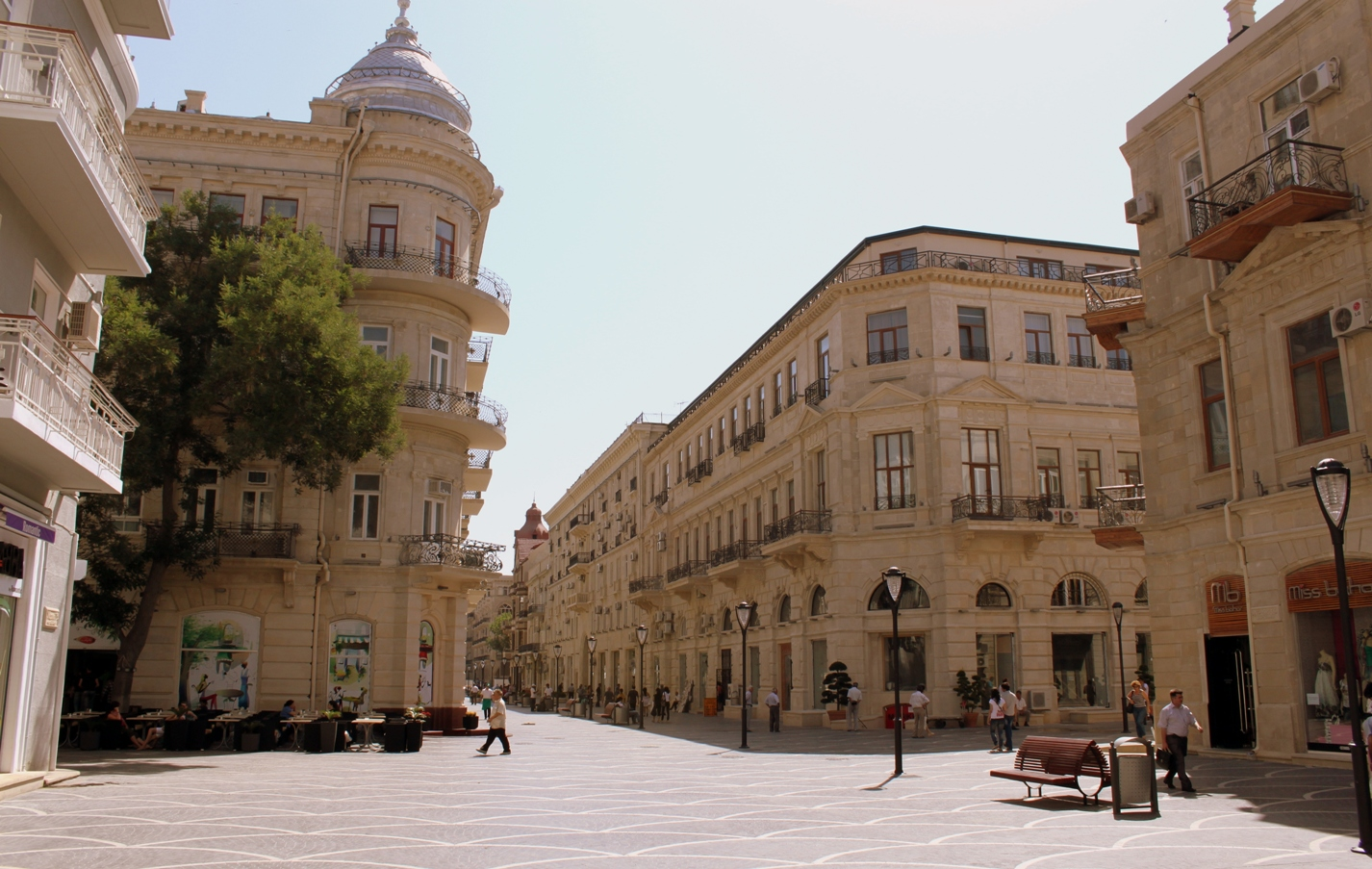
Une des rues centrales de la ville.
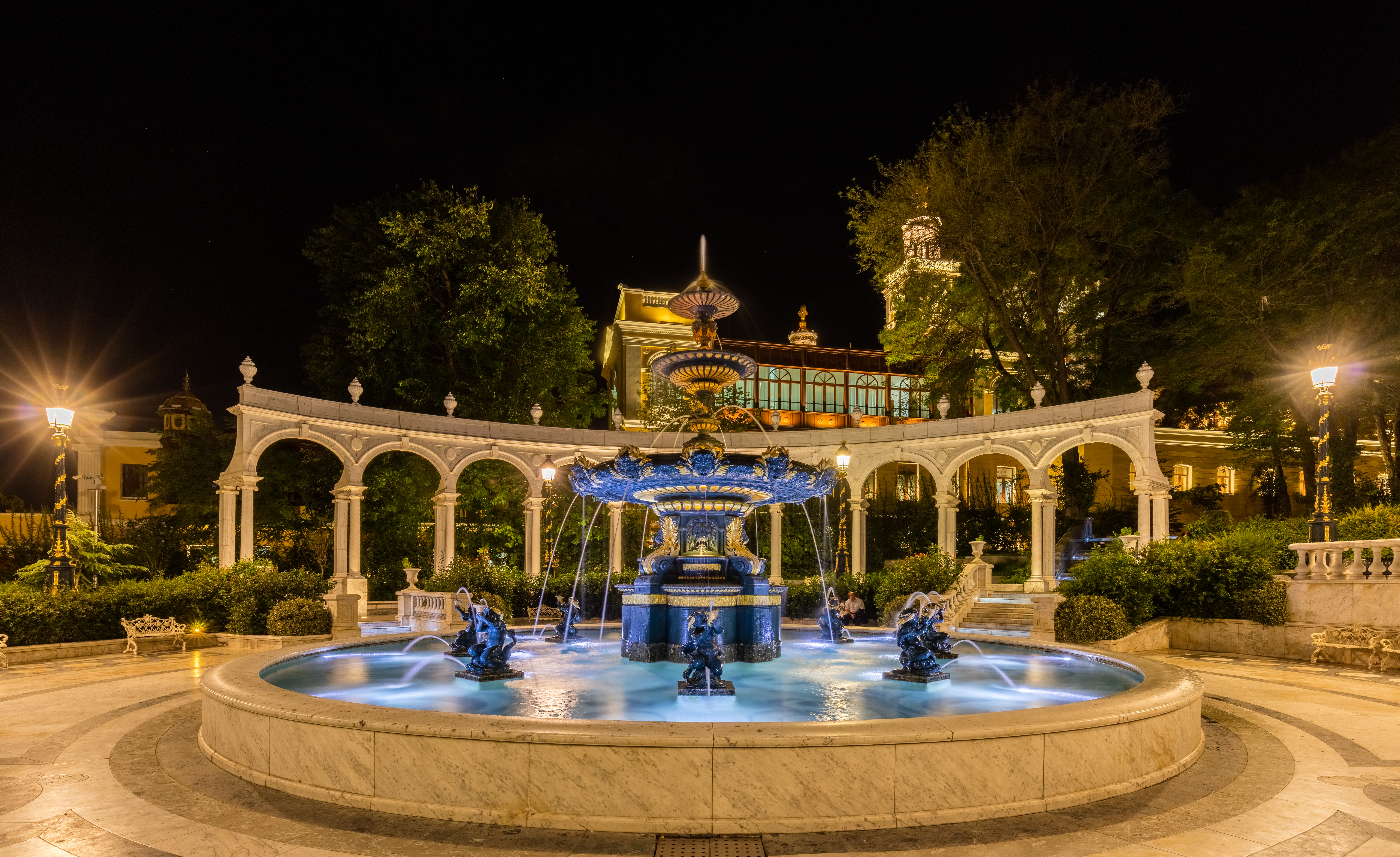
Une fontaine.
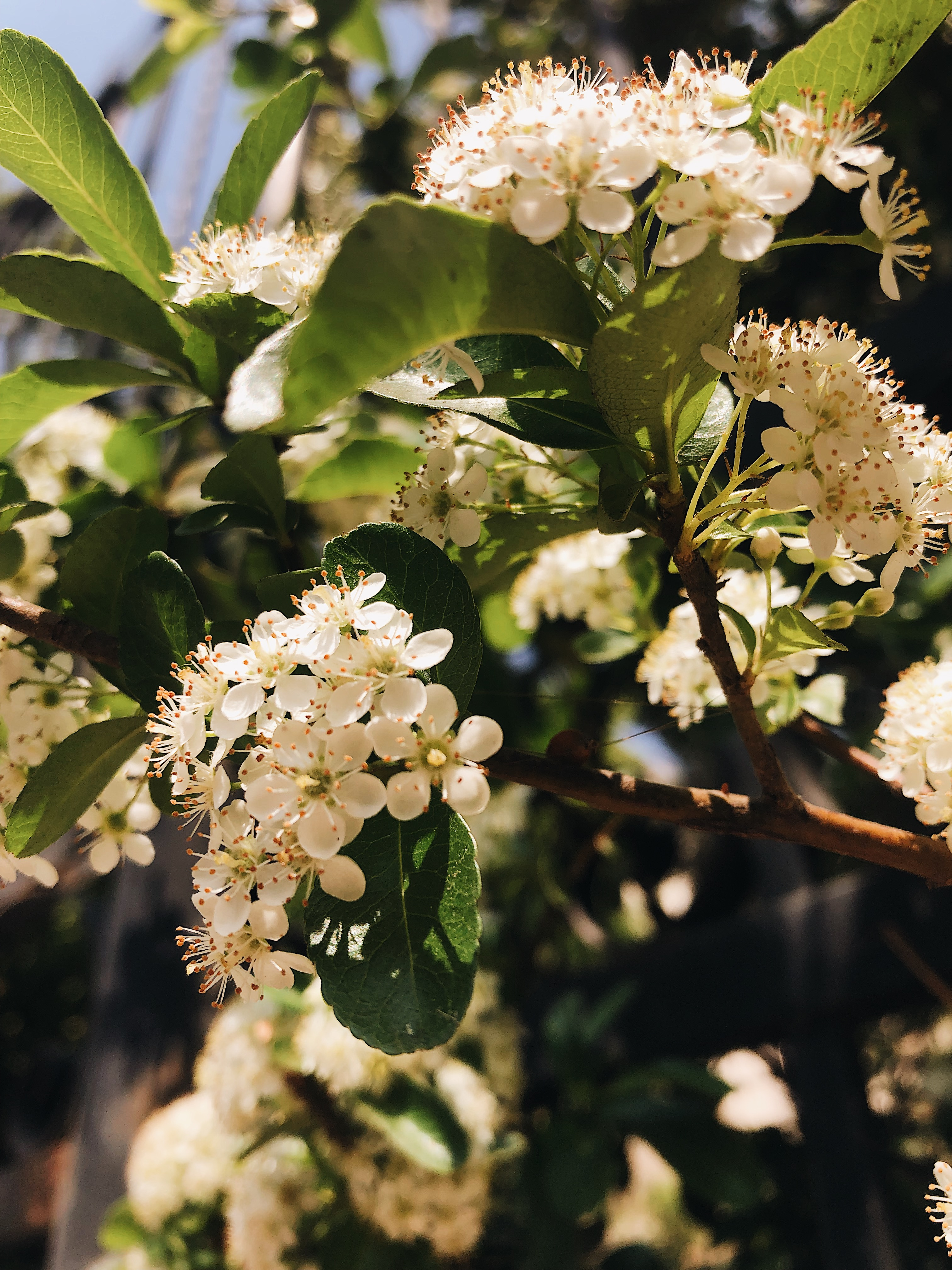
Fleurs à Bakou. Mai 2019.